# 臺北市立動物園
臺北市立動物園是中華民國臺灣臺北市的一座公立動物園，隸屬於臺北市政府教育局。1914年創立於圓山地區，舊稱「圓山動物園」，與臺北市立兒童育樂中心（臺北市立兒童新樂園舊址，今圓山遺址）相鄰。1986年，因圓山原址無法擴建，而遷至木柵區（今文山區），因此成為臺灣民眾現在所熟悉的「木柵動物園」。
遷至木柵後，園區總面積原為182公頃，隨後因捷運動物園站及北二高的開闢，移撥出部分土地，目前仍有165公頃之廣，其中已開發使用區域近百公頃，是全臺佔地面積最大的動物園。園內包含8個戶外展示區、7個室內展示館、2個環境教育教學場所，2023統計有有動物339種、2,249隻（未計算昆蟲、部分魚類及農委會收容計畫動物）。整個園區被自然次生林地所圍繞，是一處結合自然景觀形成具生態特色之休閒場所。全園最大的特色是展示環境的佈置上採用「地理生態展示法」，依照動物原先的生存環境加以佈置在新的環境內，使動物脫離鐵籠的束縛，有自由的活動空間，並創造出與動物原生地最接近的生活環境，使動物不必去改變其生活習性，也讓遊客更能了解動物，是一座具有教育、研究、保護及娛樂功能的動物園。

## 組織架構

### 園本部
園本部包含園長、副園長、秘書、研究員(2人)、視導、副研究員(3人)及駐警隊員等共10人，下轄保育研究中心、研考室、資訊室、勞安督導小組及動物認養小組等5個任務編組，包含副研究員、輔導員、助理研究員(3人)、分析師、組員、護士、研究助理、助理設計師、辦事員、約僱服務員、駐警隊員及專業技工友(47人)共60人。
- 園長（1人，簡任第十職等至第十一職等）
  - 副園長（1人，薦任第九職等）
    - 研究員（2人，薦任第八職等至第九職等）
    - 秘書（1人，薦任第八職等）
    - 副研究員（2人，薦任第七職等至第八職等）
    - 編審（2人，薦任第七職等）
    - 組長（4人，薦任第七職等）
    - 主任（4人，薦任第七職等）
    - 技正（4人，薦任第七職等）
    - 輔導員（3人，薦任第七職等）
    - 助理研究員（4人，薦任第七職等）
    - 分析師（1人，薦任第七職等）
    - 獸醫（4人，委任第五職等或薦任第六職等至第七職等）
    - 技士（10人，委任第五職等或薦任第六職等至第七職等）
    - 組員（10人，委任第五職等或薦任第六職等至第七職等）
      - 護士（2人，士(生)級）
      - 技佐（1人，委任第四職等至第五職等）（得列薦任）
      - 研究助理（9人，委任第四職等至第五職等）
      - 檢驗員（1人，委任第四職等至第五職等）
      - 辦事員（4人，委任第三職等至第五職等）
      - 助理設計師（1人，委任第三職等至第五職等）
      - 書記（2人，委任第一職等至第三職等）

#### 會計室
- 會計主任（1人，薦任第七職等）
  - 佐理員（1人，委任第四職等至第五職等）（得列薦任）
    - 書記（1人，委任第一職等至第三職等）

#### 人事室
- 主任（1人，薦任第七職等）
  - 組員（1人，委任第五職等或薦任第六職等至第七職等）
    - 助理員（1人，委任第四職等至第五職等）

#### 政風室
- 主任（1人，薦任第七職等）
  - 助理員（1人，委任第四職等至第五職等）

#### 任務分組
- - 保育研究中心
  - 研考室
  - 資訊室
  - 勞安督導小組
  - 動物認養小組

- 環境組：園區自然環境保育生態綠化維護，園藝布置、植物展示，各類污染控制及有關學術研究等事項。
- 推廣組：有關動物園之社會教育與活動、園區參觀解說導覽、附設教育中心與圖書館管理、學校校外教學輔導、業務管制考核及有關學術研究等事項。
- 育樂組：育樂遊憩設施管理、遊客服務、園內交通、車輛管理及參觀秩序、安全之維持等事項。 動物園每天上午 9:00 至下午 5:00 開放。[1]
- 獸醫室：各類展示動物疾病醫療、預防保健、檢疫與檢驗及有關學術研究等事項。
- 機電室：特高壓、低壓電力系統管理維護、空氣調節、照明、有無線電通訊、電梯設備之管理維護及供排水機電之管理維護等事項。
- 總務室：文書、檔案、出納、總務、財產之管理、建築與設備之維修、保養等業務及不屬於其他各單位事項。
- 會計室：依法辦理歲計、會計及統計事項。
- 人事室：依法辦理人事管理事項。
- 政風室：依法辦理政風事項。

### 歷任首長
動物園園長的稱呼，經歷過數次變動。在日治圓山時期，直到1940年動物園內才出現第一位專職園長。在此之前，動物園的現場負責人，是在園裡服務的動物養育主任，民間稱之為「主任」。戰後動物園園長的稱呼，戰後初期稱「園長」，1953年改為「管理員」，1957年再改稱「主任」，1970年才改為「園長」，遷往木柵之後仍沿用「園長」，以迄於今。

#### 日治圓山動物園（1914年－1945年）
| 任別 | 姓名                    | 就職時間             | 卸任時間 |
| ---- | ----------------------- | -------------------- | -------- |
| 1    | 大江常四郎主任          |                      |          |
| 2    | 佐藤磯吉主任            | 1921年上任           |          |
| 3    | 畝田政三主任            | 1925年上任           |          |
| 4    | 末永玄吉主任            | 1928年上任           |          |
| 5    | 勝浦輝主任              | 1931年上任           |          |
| 6    | 勝浦輝主任 豐田正雄主任 | 1933年起共同擔任主任 |          |
| 7    | 勝浦輝主任              | 1938年上任           |          |
| 8    | 赤松稔園長              | 1940年               | 1944年   |
| 9    | 田宮良策園長            |                      |          |

#### 戰後圓山動物園（1945年－1986年）
| 任別 | 姓名         | 就職時間   | 卸任時間   | 備註                   |
| ---- | ------------ | ---------- | ---------- | ---------------------- |
| 1    | 倪江海園長   |            |            |                        |
| 2    | 王承通園長   | 1947年上任 |            | 市府社會教育課課長兼任 |
| 3    | 謝呈奇園長   | 1948年上任 |            |                        |
| 4    | 卓將銓園長   | 1950年上任 |            |                        |
| 5    | 吳焜鈺管理員 | 1953年4月  | 1955年3月  |                        |
| 6    | 李宗富管理員 | 1955年3月  | 1957年8月  |                        |
| 7    | 蔡清枝主任   | 1957年8月  | 1970年4月  |                        |
| 8    | 曾光偉園長   | 1970年4月  | 1973年6月  |                        |
| 9    | 王光平園長   | 1973年6月  | 1986年10月 |                        |

#### 木柵動物園時期（1986年－至今）
| 任別 | 姓名       | 就職時間      | 卸任時間      | 備註                       |
| ---- | ---------- | ------------- | ------------- | -------------------------- |
| 1    | 王光平園長 | 1986年10月    | 1992年12月    | 任內病逝                   |
| 2    | 陳寶忠園長 | 1992年12月    | 1993年9月     | 副園長代理                 |
| 3    | 朱錫五園長 | 1993年9月     | 1998年2月     |                            |
| 4    | 楊勝雄園長 | 1998年2月     | 2002年9月     |                            |
| 5    | 陳寶忠園長 | 2002年9月     | 2008年4月1日  |                            |
| 6    | 葉傑生園長 | 2008年4月2日  | 2011年9月2日  | 原為市府參事兼代，其後專任 |
| 7    | 金仕謙園長 | 2011年9月16日 | 2020年2月29日 |                            |
| 8    | 劉世芬園長 | 2020年4月16日 | 2023年1月16日 |                            |
| 9    | 諶亦聰園長 | 2023年3月27日 | 2024年10月1日 |                            |
| 10   | 朱孝芬園長 | 2025年1月21日 | 現任          |                            |

## 歷史記錄

### 沿革

#### 日治圓山時期（1914年－1945年）
- 西元1914年4月5日，有一位日本人在今日的臺北圓山公園創設了一間小型的私人營業的動物園。

- 西元1915年5月，當時日本政府臺灣總督府臺北廳為了紀念大正天皇即位，於是向當時的私人經營者進行收購整頓，後被台灣總督府收購，成為官營動物園，並由臺灣總督府殖產局管轄。

- 1916年，正式營運。[a][3]

#### 民國圓山時期（1945年－1986年10月31日）
臺灣戰後時期初期，動物園剛從戰火中走出，動物種類及數量稀少，但戰火並未嚴重損及動物欄舍，因此戰後的建物大多沿襲過去的規模。1940年代後期開始以動物表演、動物展覽會等活動吸引遊客。1950年代開始擴建並大量引進新動物，新增獸欄園區，面積約5.8公頃。 
- 1946年底，動物園的紀錄動物共178頭，職員只有4人。
- 1949年－1978年底，開始舉辦動物表演、動物展覽會。其中動物表演因廣受歡迎，後來就成為每逢假日演出的固定節目，曾演出的動物包括狗、猴、獅、熊、臺灣藍鵲及鸚鵡等。
- 1952年，大量購置一批動物，包括象、豹、熊、獅。
- 1953年，陸續修建獸醫室、擴建園門。
- 1961年，開始與日本的動物園進行交換及贈、購等接觸。
- 1967年，改建、興建綜合大樓等10項工程，編制增至30人。
- 1978年底，持續近30年的動物表演結束表演。
- 1982年，成立全國第一個社教機構志工團隊：動物園志工隊。
- 1986年9月14日－1986年10月31日，圓山的動物們在數十萬臺北市市民的夾道歡送下，一路南下走了14.3公里到木柵新園。中視新聞全程轉播。遊行隊伍除了20輛運送動物車外，還有臺北市政府警察局警車開道護送，中華民國國旗車、臺北市市旗車、臺北市立動物園園旗車、醫護車、動物親善大使車，總計38輛，包括當時的動物園明星象林旺等等。沿途在圓山動物園門口、中正紀念堂前廣場、國立臺灣大學總校區門口及木柵新園廣場並有定點表演活動。

#### 遷至木柵（1986年10月31日至今）
- 1986年10月31日，木柵新園開放遊客進入。
- 1995年，奉核置園長、副園長、秘書統籌園務，下設四組六室推行相關業務。
- 2003年，與臺東縣池上鄉台灣糖業公司池上牧野渡假村合作建立動物衛星族群，是第二保育繁殖中心。同時新增東部地區野生動物保育教育據點。
- 2019年，台北市政府透過i-voting系統募集數萬人意見，最後以9成8支持率贊同提撥12日做為不對外開放的年度維護期[5]，但市府為縮短期程與降低民怨而改為10日，這是動物園遷園以來首次長時間休園[6]，休園時間為2019年6月19日起至6月28日止，期間進行園區整體維護工程及電子售票系統建置，6月29日重新開園[7][8]。
- 2021年，為防疫需要，5月15日至6月8日休園。[9]
- 2022年，為進行園區內的各項修繕工作以及同仁的教育訓練，6月20日至6月30日休園。
- 2024年，為進行園區內的各項修繕工作，6月19日至6月28日休園，2024年11月1日進行園區內的各項修繕工作休園。
- 2025年，為進行園區內的各項修繕工作，6月19日至6月27日休園。

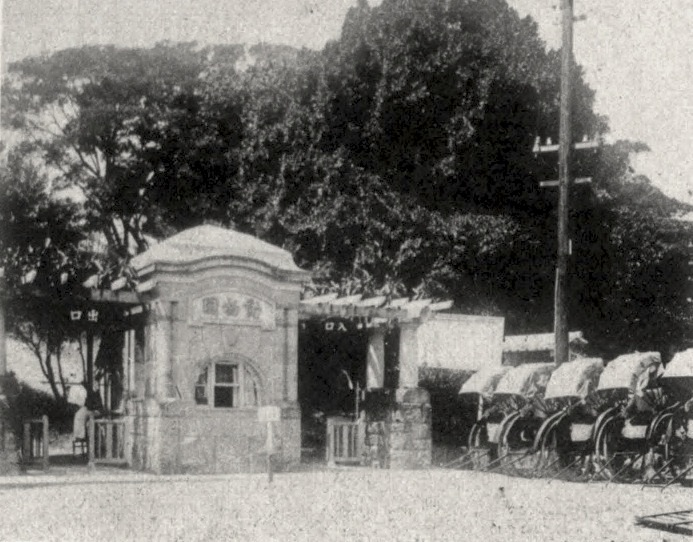
日治圓山動物園的第一代大門，入口右手邊可停放人力車
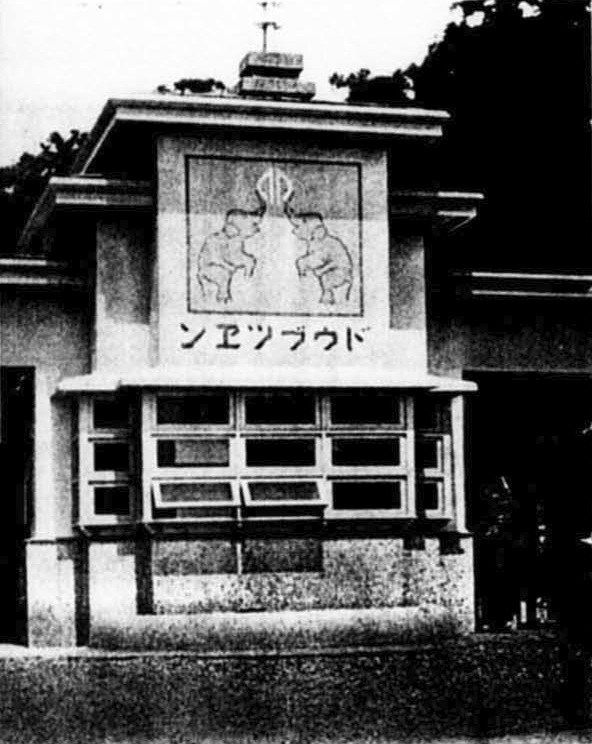
日治後期（1940年）第二代大門，門上以片假名由右至左標示著ドウブツヱン（dōbutsuwen，動物園）。
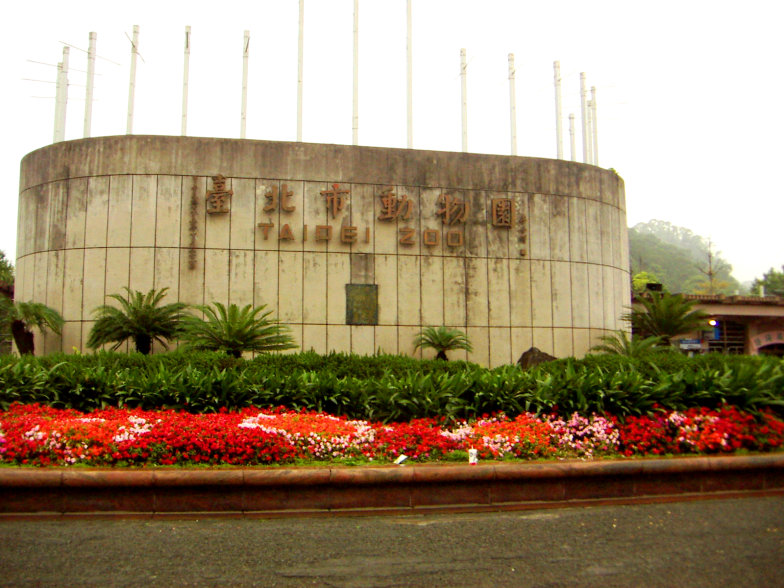
木柵舊園的第一代大門（已改建）

## 動物展示區

### 室外展示區

#### 兒童動物區

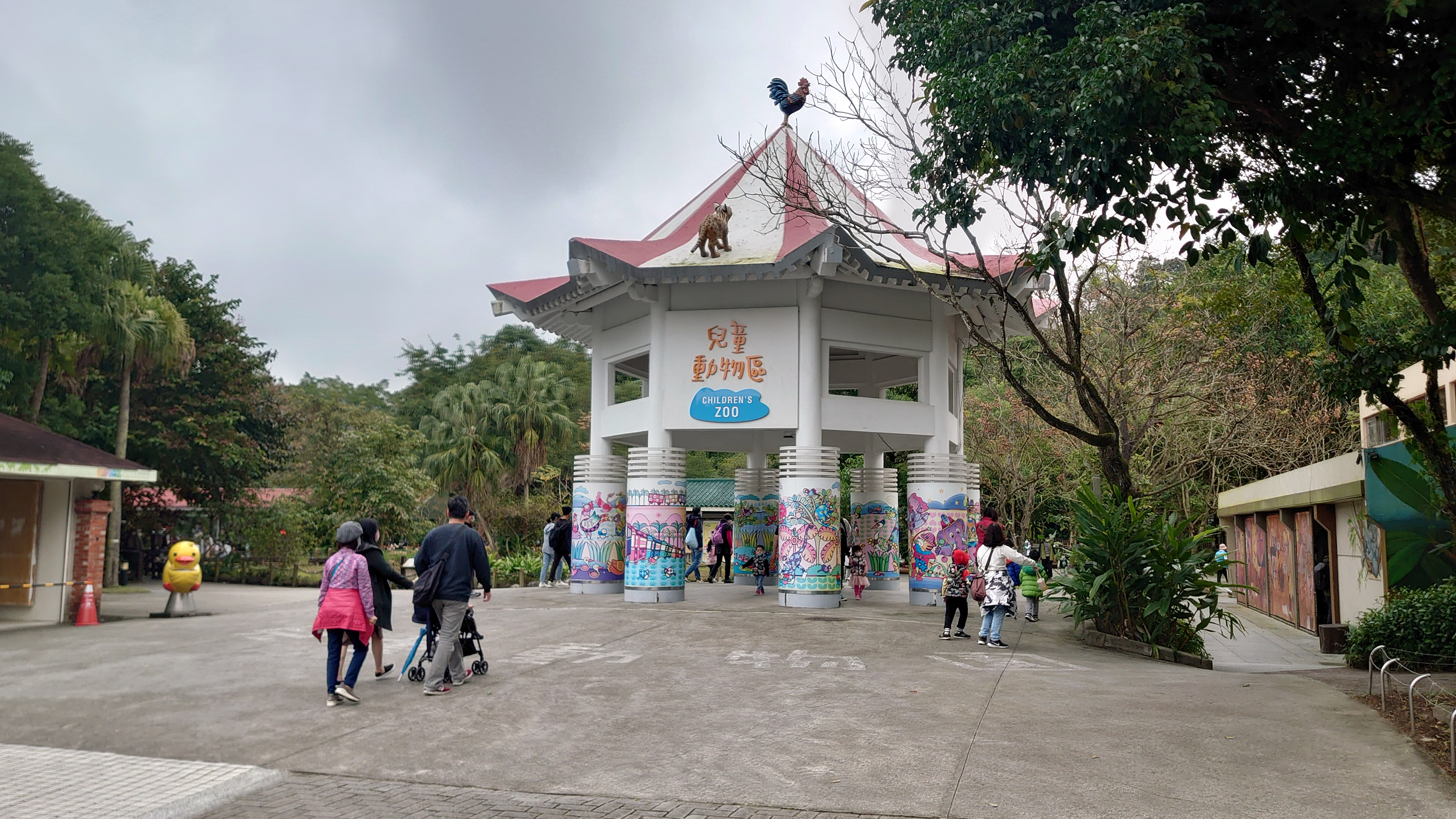
兒童動物區入口涼亭

2004年11月開幕，是由原本的可愛動物區改建而成，針對中、小學生的的自然教學而設，以埤塘、水田等濕地與郊野生態造景為主。由「田野生態展示區」、「本土農村生態展示區」、「農莊動物展示區」、「埤塘生態展示區」、「動物行為學院」、所組成，點出人類與動物間的密切關係，提供學童、家長與老師一處共同體驗與學習的空間。
展示物種有常見之農場動物如羊駝、蘭嶼豬、家驢、迷你馬及中國鵝、白蘿蔓鵝、家雞等家禽；另展示各種中小型哺乳動物，有狐獴、普通狨、絨鼠、北美浣熊、長鼻浣熊以及原展示於夜行館的蜜熊等，原非洲區之狐猴群也有一小部分展示於此。

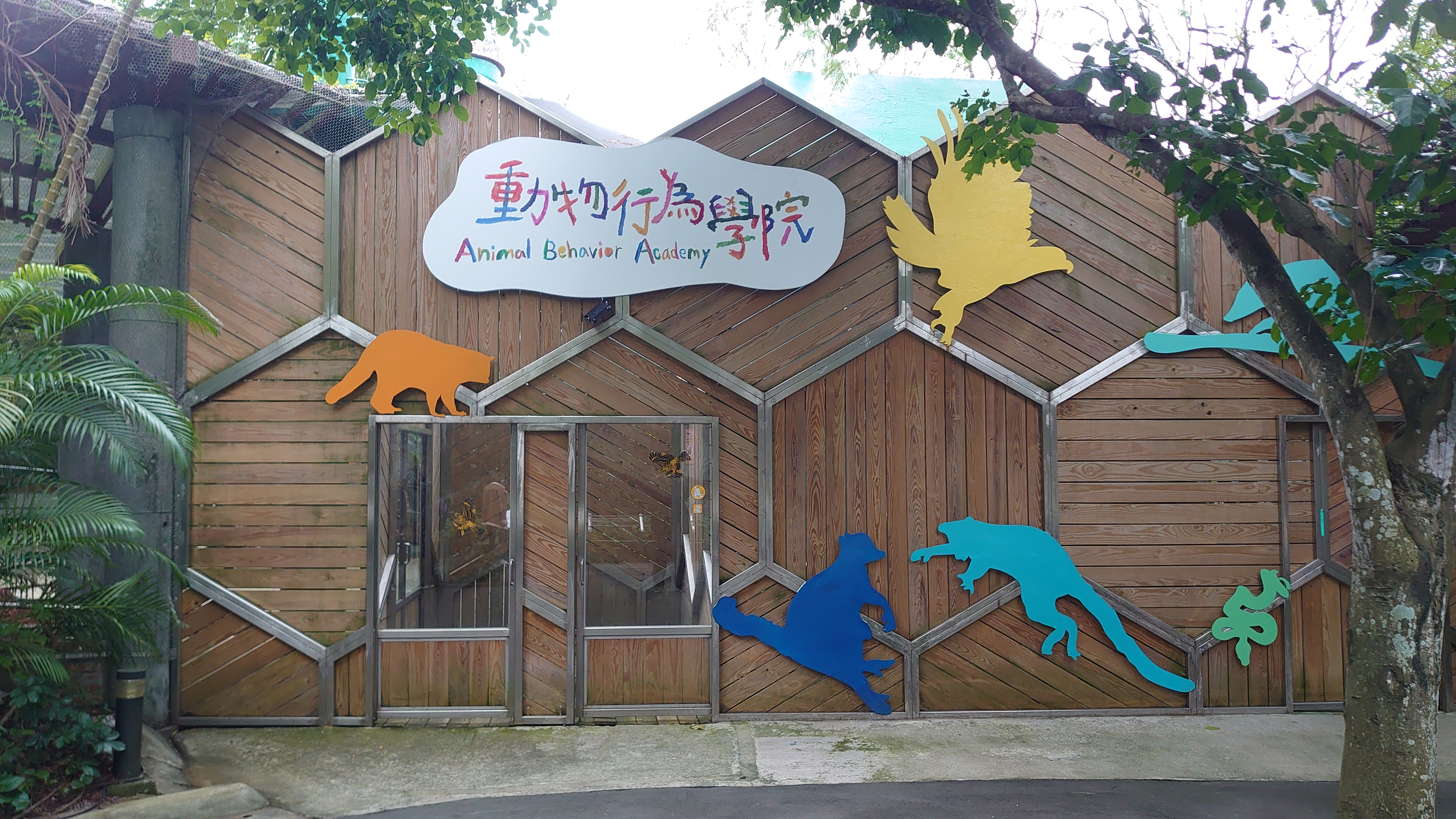
動物行為學院
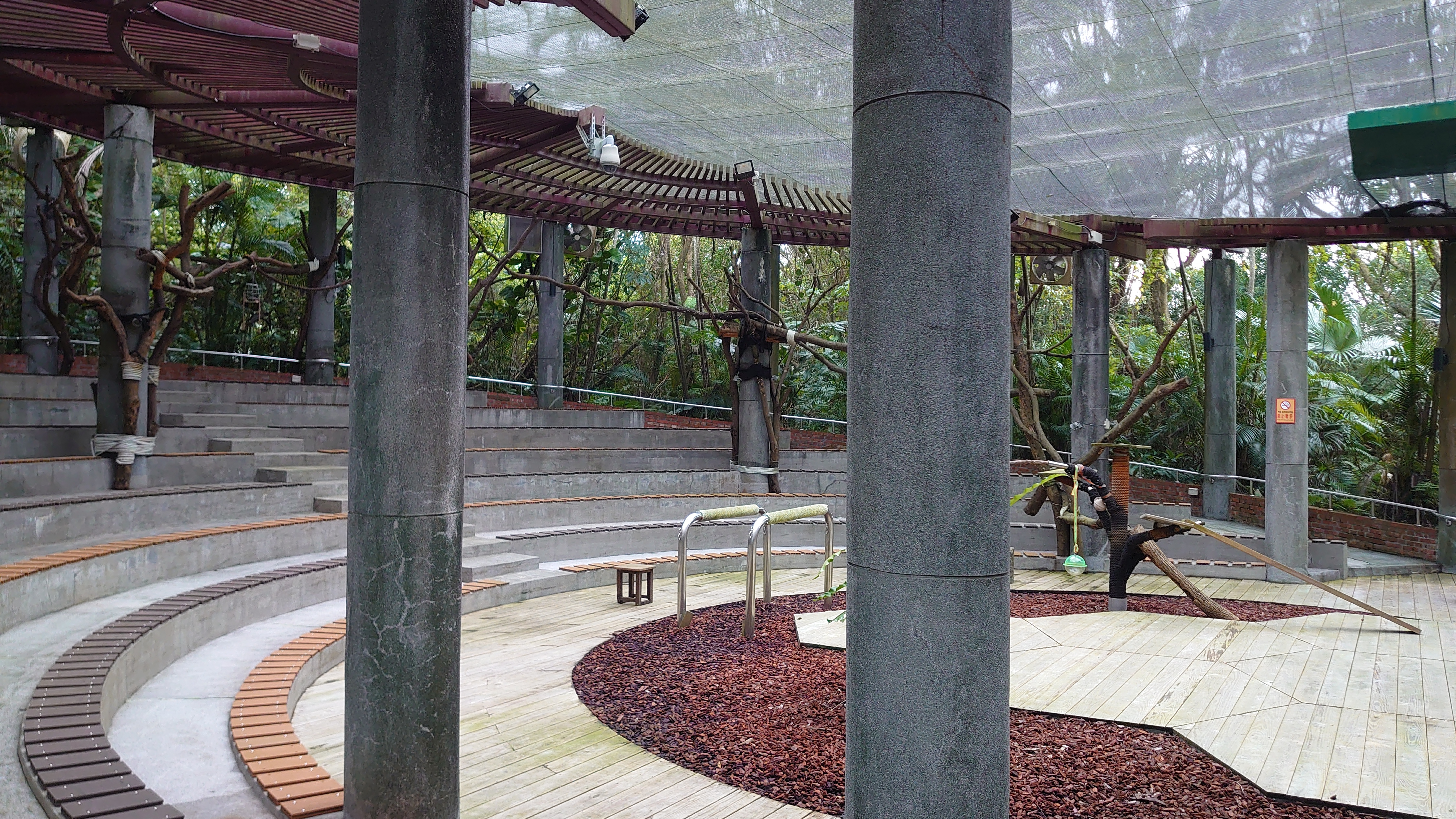
表演看台區
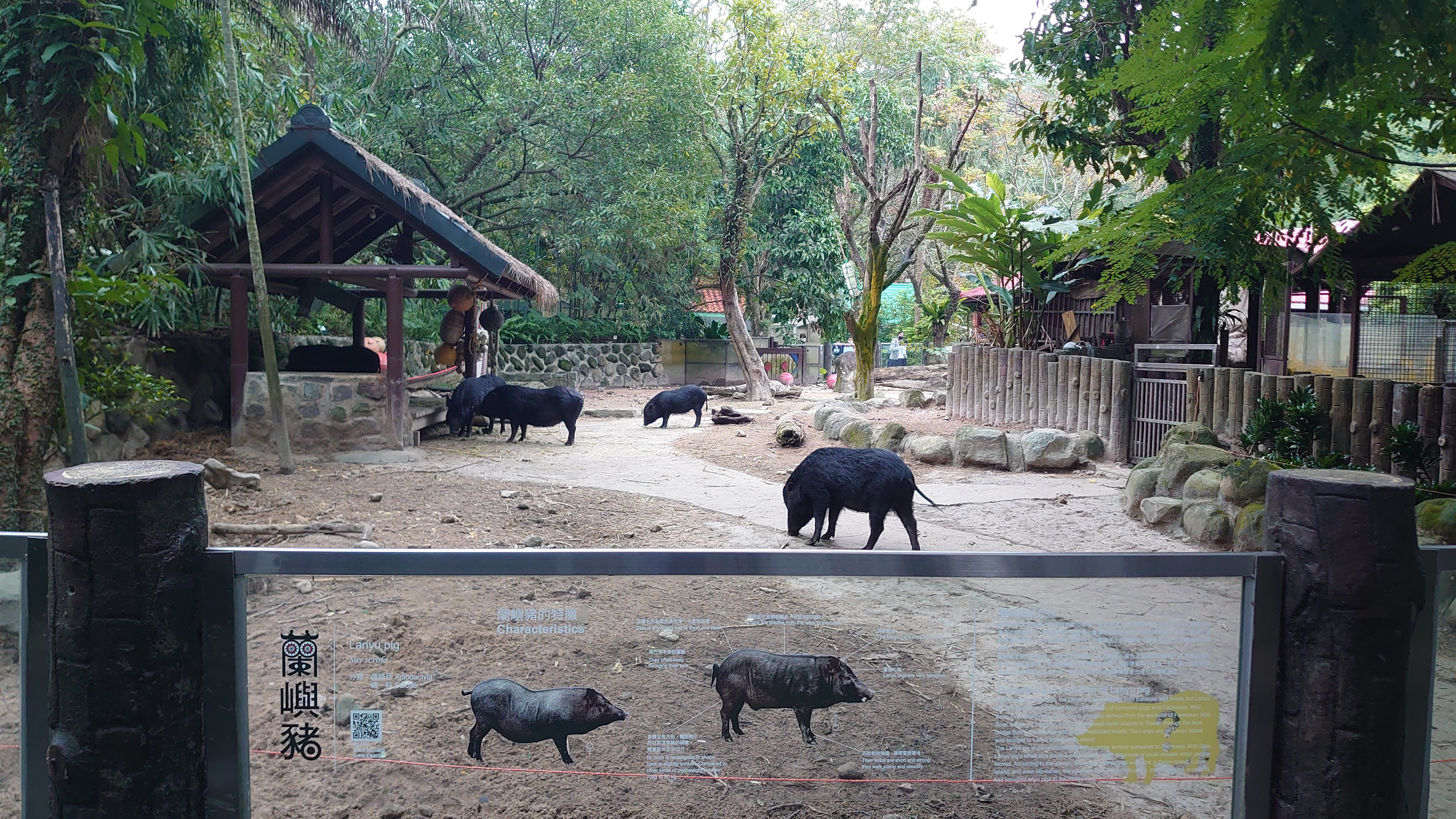
蘭嶼豬展示場

- 曾展示於兒童動物區的動物包括：黑山羊、紅領綠鸚鵡、黑尾土撥鼠、綠鬣蜥、二趾樹懶、駱馬、黑蜘蛛猴、白面捲尾猴、黑白疣猴（英语：King colobus）、松鼠猴、黑冠松鼠猴（英语：Black-capped squirrel monkey）、水牛、豬、黃牛、荷蘭乳牛。

- 現在展示於兒童動物區的動物包括：雙峰駱駝、迷你馬、羊駝、蜜熊、浣熊、長鼻浣熊、家驢、絨鼠、環尾狐猴、褐狐猴、白頸狐猴、狐獴、蘭嶼豬、白羅蔓鵝、中國鵝、雞、鴨。

- 蘭嶼豬由行政院農業委員會畜產試驗所培育，2016年臺北市立動物園透過冷凍方舟合作計畫引進雌性個體。

#### 臺灣動物區

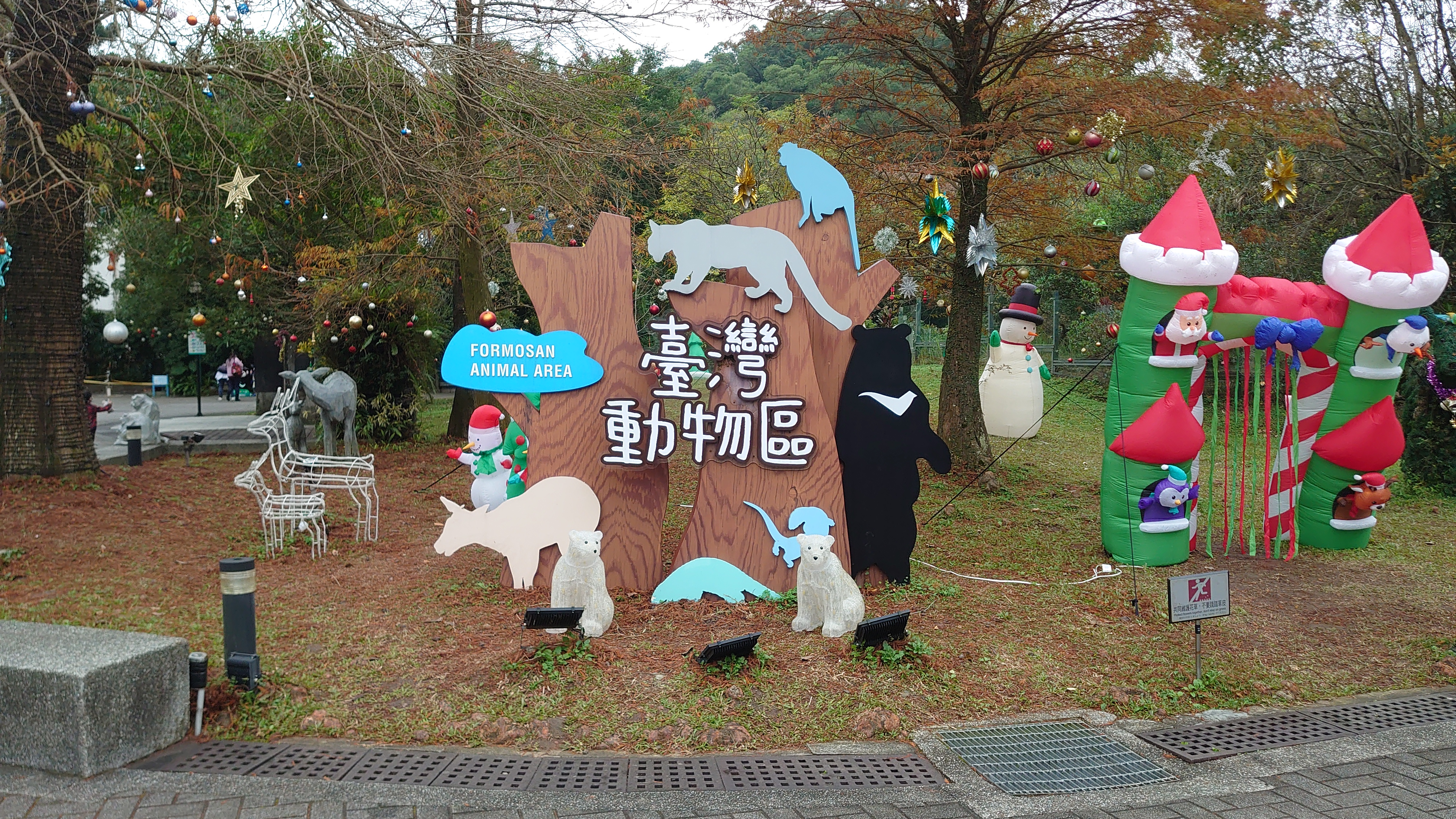
臺灣動物區

展示臺灣的原生動物與棲息環境，展場模擬動物原生棲地的生態環境。知名動物有臺灣梅花鹿、台灣黑熊、山羌、臺灣野豬、歐亞水獺、臺灣長鬃山羊等，以高比例的台灣特有種與亞洲種著稱，其中不乏幾近絕跡的珍貴品種，如亞洲雲豹(展示樣本非台灣原生種)、藍腹鷴、臺灣穿山甲等。

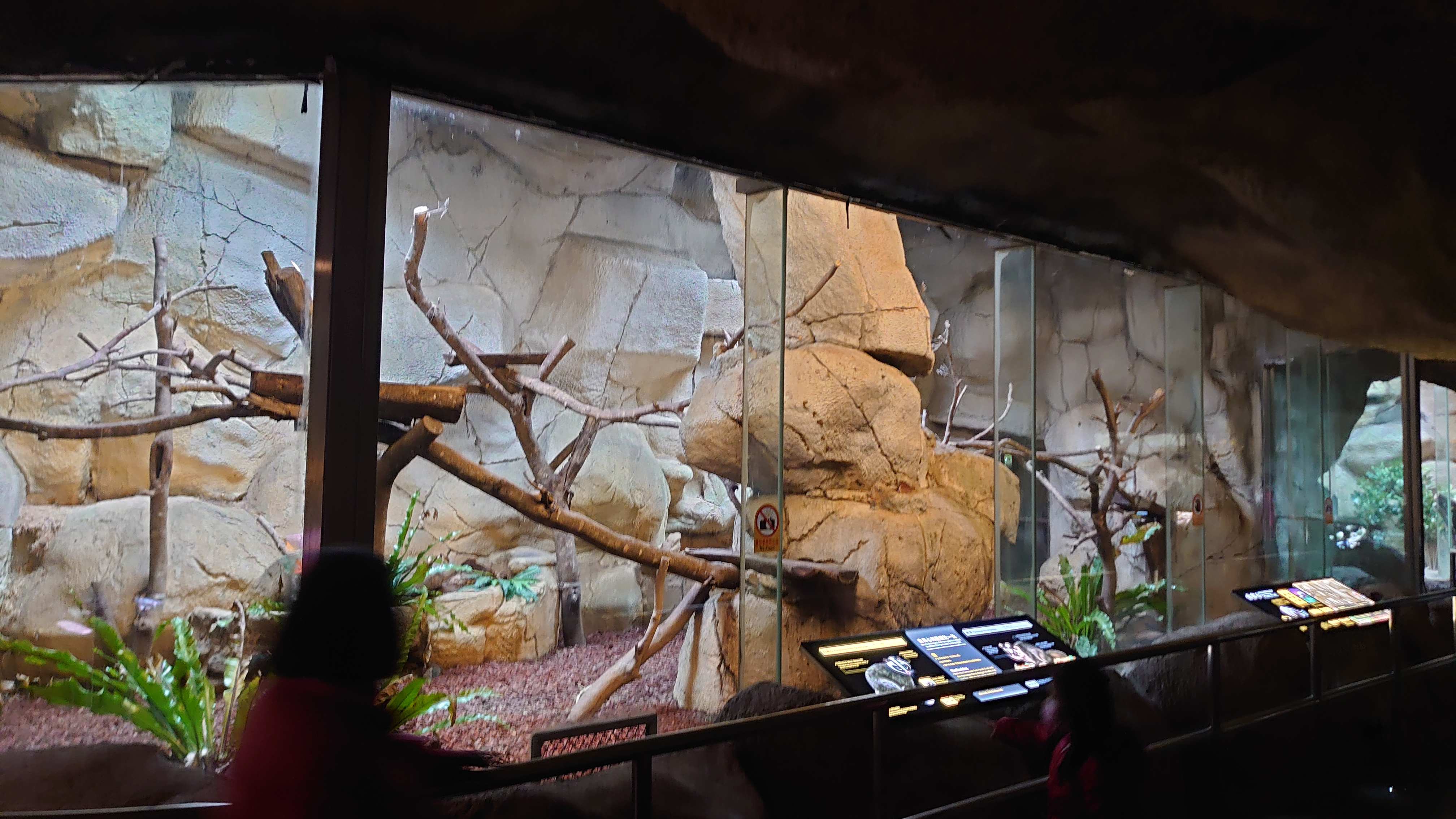
保育廊道
展示小型保育類動物的長廊隧道展場
- 保育廊道展示動物：白鼻心、石虎、中華穿山甲臺灣亞種。
- 曾展示於臺灣動物區的動物包括：狐蝠、草鴞、食蟹獴。
- 現階段包括：山羌、台灣梅花鹿、水鹿、臺灣野豬、藍腹鷳、食蛇龜、領角鴞、石虎、台灣黑熊、歐亞水獺、臺灣長鬃山羊、臺灣獼猴、鼬獾、亞洲雲豹（非臺灣產個體）。
- 雲豹：「雲新」於2001年被發現以不法渠道被走私來台，後輾轉來到動物園度過餘生，一度成為本區之台柱。因老化衍生多重器官功能衰竭於2018年10月逝世，享年18歲。
- 穿山甲：「穿胖」於1997年底誕生，園內的第一隻穿山甲寶寶。2021年9月8日上午，高齡23歲又9個月的穿山甲「穿胖」因老化衍生腎功能衰竭離世。不僅是第一隻在園內出生的穿山甲，更是目前世界穿山甲紀錄中最高齡的個體。

#### 熱帶雨林區

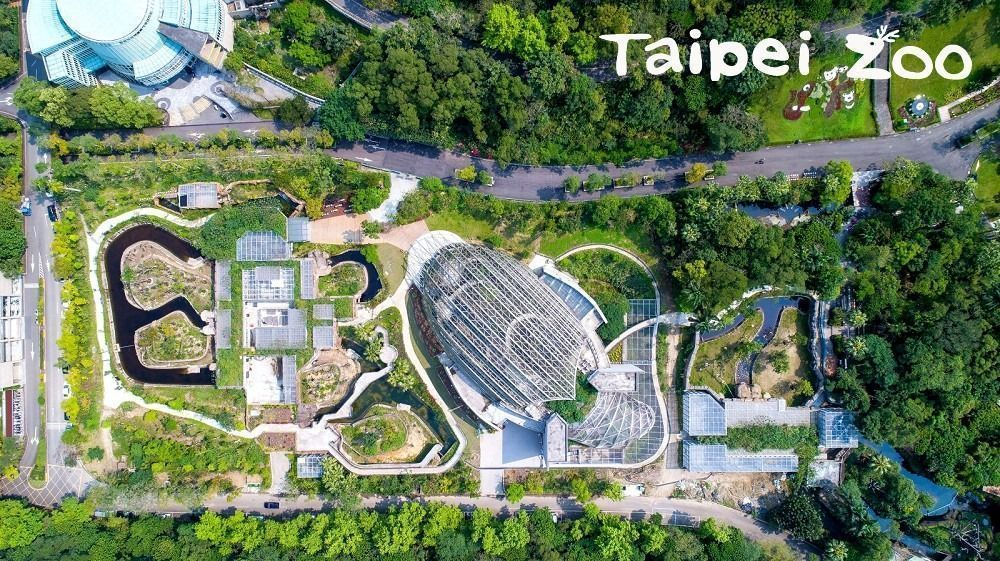
該區由兩個半區與一個室內展示館結合而成

亞洲熱帶雨林區於1998年落成，模擬東南亞熱帶雨林的生態景觀，依展示動線規劃成河口生態、密林生態及林緣生態三大展示區，是臺灣首座兼具雨林景觀與活體動物的生態展示場。展示亞洲象、犀鳥、馬來貘、馬來長吻鱷、紅毛猩猩、大長臂猿、馬來虎等。
中南美洲熱帶雨林區於2018年完工，以仿自然環境之綠籬及水道貫穿全區，人工島間以無圍欄設計打造混養環境。展示馬來長吻鱷、三線潮龜、大食蟻獸、小食蟻獸、水豚、三種蜘蛛猴及多種中南美洲靈長類等。
熱帶雨林館即穿山甲館座落於兩個半區的中間。
- 曾展示於熱帶雨林區的動物：孟加拉虎、食蟹獴、赤頸鶴、紫秧雞、白琵鷺、河口鱷、豬尾獼猴、馬來獼猴、緬甸蟒、網紋蟒、黑豹、河馬、侏儒河馬、叢尾豪豬（英语：African brush-tailed porcupine）、綠蓑鴿、懶猴、印度灰獴。

現階段展示於熱帶雨林區的動物：
(此處列表未包含於熱帶雨林館展示的動物)
- 亞洲熱帶雨林區：婆羅洲紅毛猩猩、大長臂猿、小爪水獺、笑翠鳥、花豹、馬來熊、亞洲象、印度大犀鳥、馬來虎、馬來貘、馬來豪豬、馬來長吻鱷、馬來西亞巨龜；以及實際產於美洲的普通狨、金頭獅狨、赤掌獠狨。

- 中南美洲熱帶雨林區：黑冠松鼠猴（英语：Black-capped squirrel monkey）、白面捲尾猴、黑蜘蛛猴、棕蜘蛛猴、黑掌蜘蛛猴、黑吼猴、水豚、大食蟻獸、小食蟻獸；以及實際產於亞洲的馬來貘、小爪水獺、馬來長吻鱷、三線潮龜。

- 亞洲象：林旺1954年入園，2003年2月26日過世，享壽86歲。其妻馬蘭，1952年入園，2002年10月14日過世，享年54歲。

#### 沙漠動物區
以隨風搖曳的棕櫚樹模擬中東地區的熱帶沙漠環境，展示最具沙漠動物代表性的單峰駱駝及雙峰駱駝，另有弓角羚羊、非洲野驢。

#### 澳洲動物區
展示澳洲特殊的生態環境和動物，本區栽種許多澳洲特有的桉樹，展示僅分佈在澳洲的無尾熊及體型名列世界第二的走禽：鴯鶓。灰袋鼠更是本區最具特色的代表。

#### 非洲動物區
模擬非洲草原的生態環境，展示以中大型動物為主，大多數採混群展示，以鄰近水塘的樹蔭與灌叢來模擬東非莽原動物聚集的情境。本區展示動物中有數種列名於華盛頓公約，受國際貿易管制的瀕危珍稀物種，有非洲草原象、非洲獅、查普曼斑馬、河馬、网纹长颈鹿、南方白犀牛、黑猩猩、西部低地金剛猩猩等。其中河馬已另外興建「河馬浴場」展示，另外位於熱帶雨林的侏儒河馬也展示於此。
- 曾展示南非猴，黑犀牛，黑白疣猴，紅額鬚猴，条纹鬣狗，獵豹，山魈，湯姆森瞪羚，飛羚，棕鬣狗，黃背潛羚，東非條紋羚，大紐角條紋羚，白髯角馬，犬羚，紅狷羚羊，山斑馬，褐馬羚，格利威斑馬，非洲鴕鳥。

- 現階段展示，非洲草原象，斑點鬣狗，白頸狐猴，環尾狐猴，褐狐猴，東非狒狒，西部低地大猩猩，北非髯羊，黑猩猩，紅猴，斑哥羚羊，非洲獅，南方白犀牛，伊蘭羚，東非劍羚，河馬，侏儒河馬，查普曼斑馬，苏卡达象龟以及网纹长颈鹿（與其他亞種混血非純種）。

- 獅子：「獅忠」原為英國皇家大馬戲團所豢養，1990年至臺灣巡迴演出時遭遺棄，1991年由台北市立動物園所收留，在園期間長達16年，由於曾長期受過馬戲團訓練，性情溫馴聽話，2007年4月22日過世，享年26歲。

#### 溫帶動物區

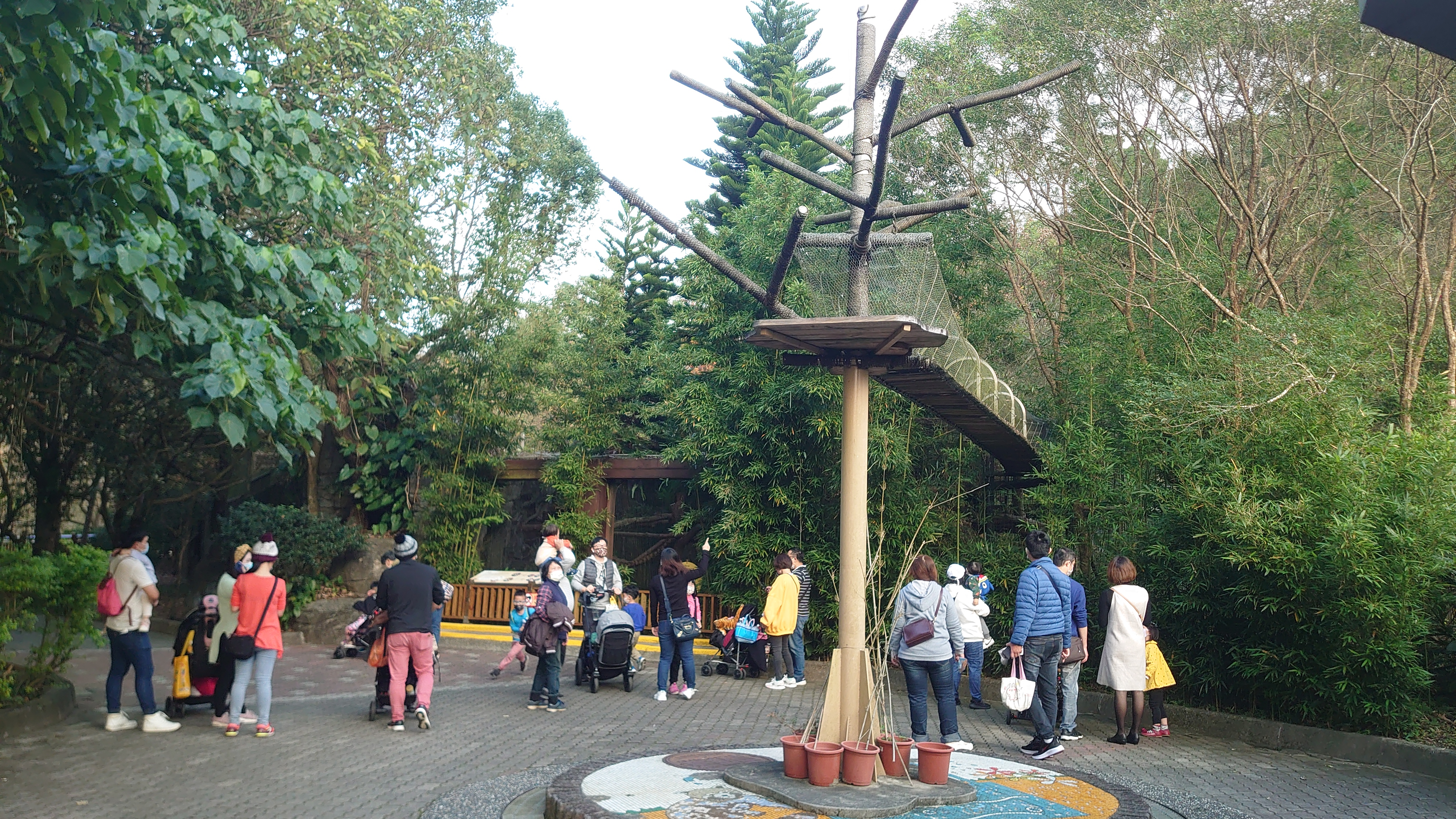
小貓熊展示場

本區主要展示棲息於溫帶草原和森林中的動物，包括蒙古野馬、棕熊、亞洲黑熊、山獅、歐亞大山貓、加拿大河狸、小爪水獺（非溫帶動物）、中華小貓熊等。另外蒙古野馬、美洲野牛都是早已在野外銷聲匿跡的大型動物。
曾經飼養灰狐，美洲木鴨，短尾猞猁，大衞神父鹿、美洲野牛。

現在養阿拉斯加棕熊、北美灰狼、紅耳龜、中華小貓熊、亞洲黑熊、山獅、歐亞大山貓、加拿大河貍、蒙古野馬；以及原產熱帶亞洲而非非溫帶地區的小爪水獺。

#### 鳥園區

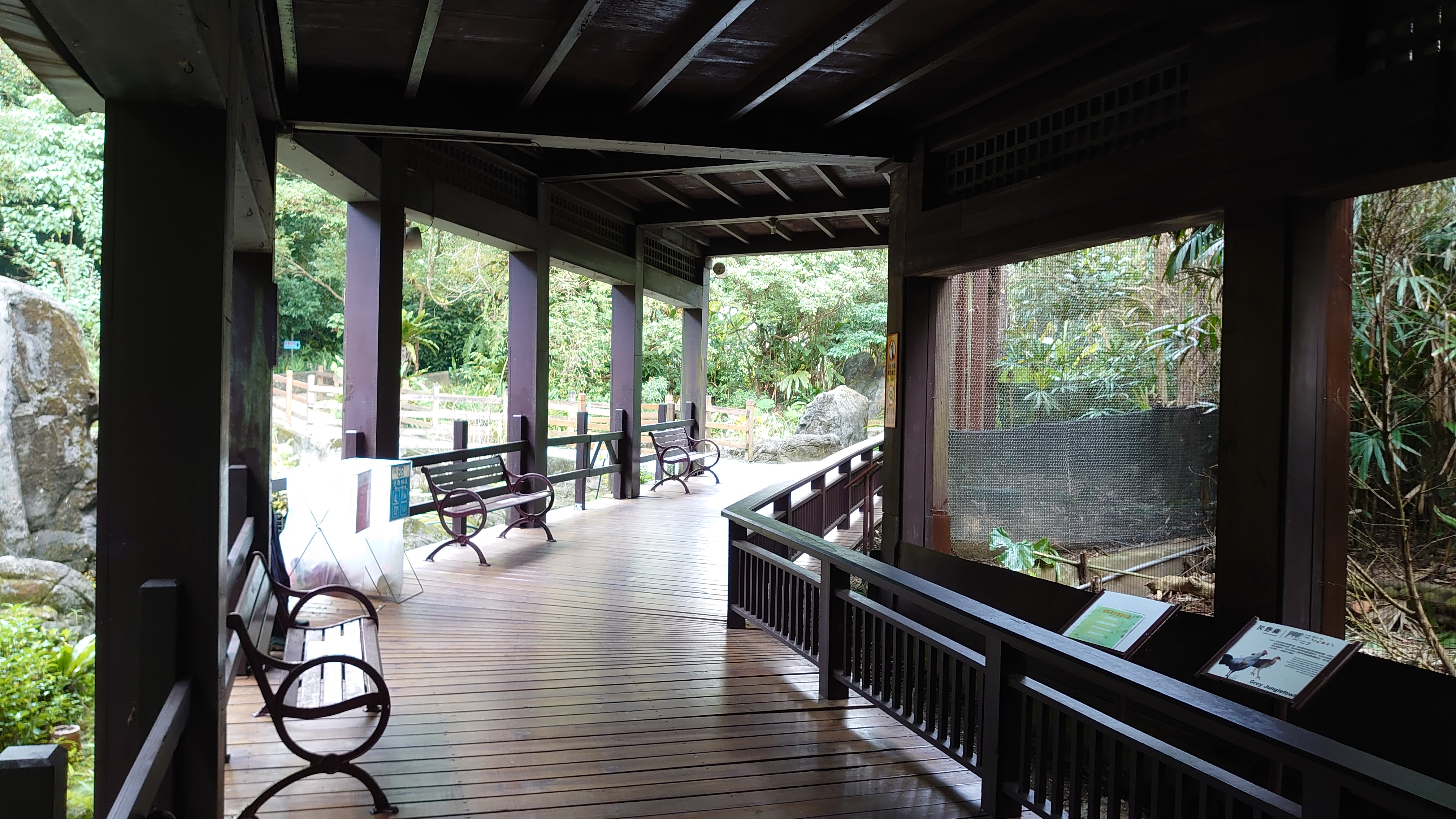
雉類鋼琴絲展示場
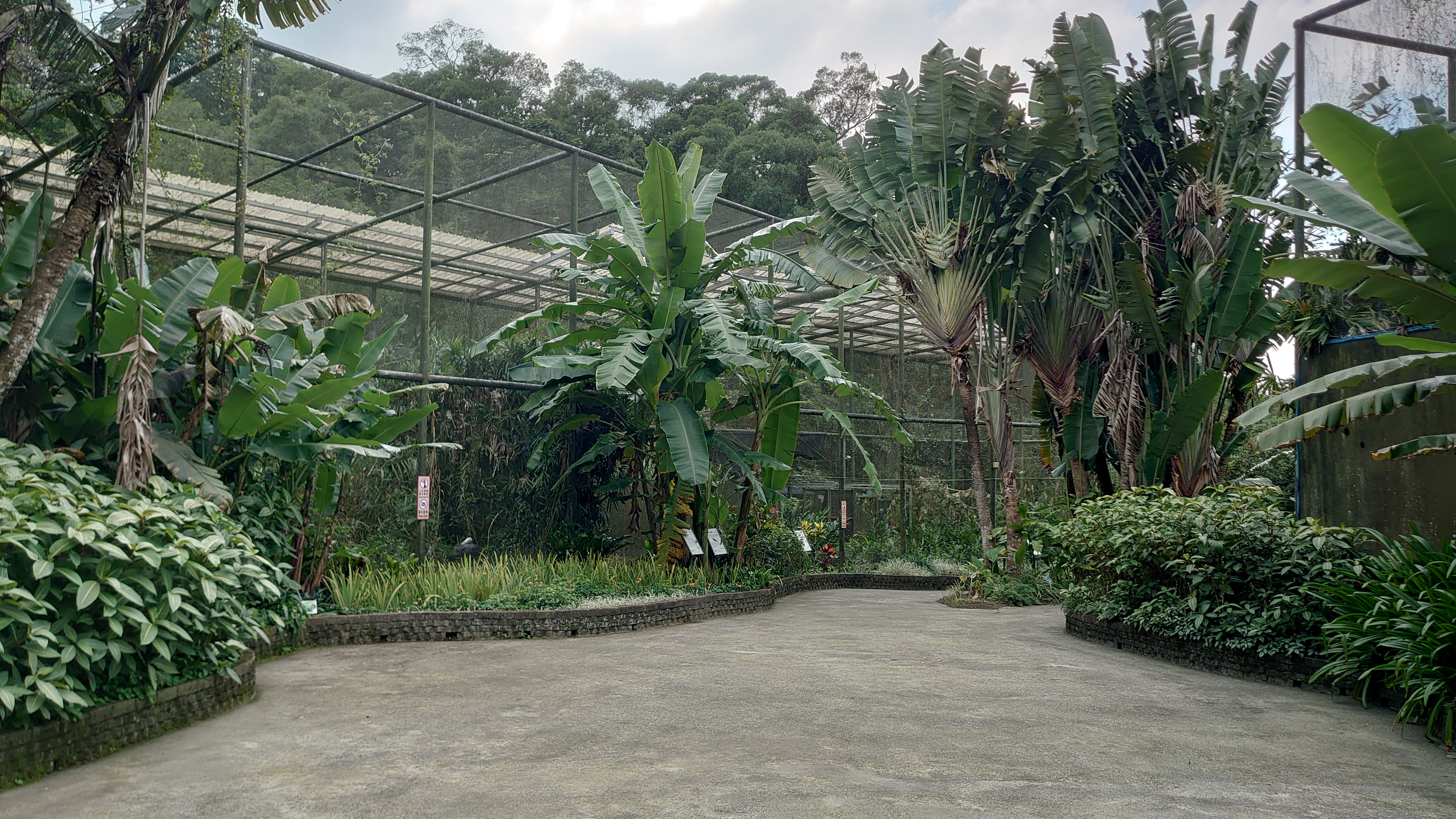
鶴園
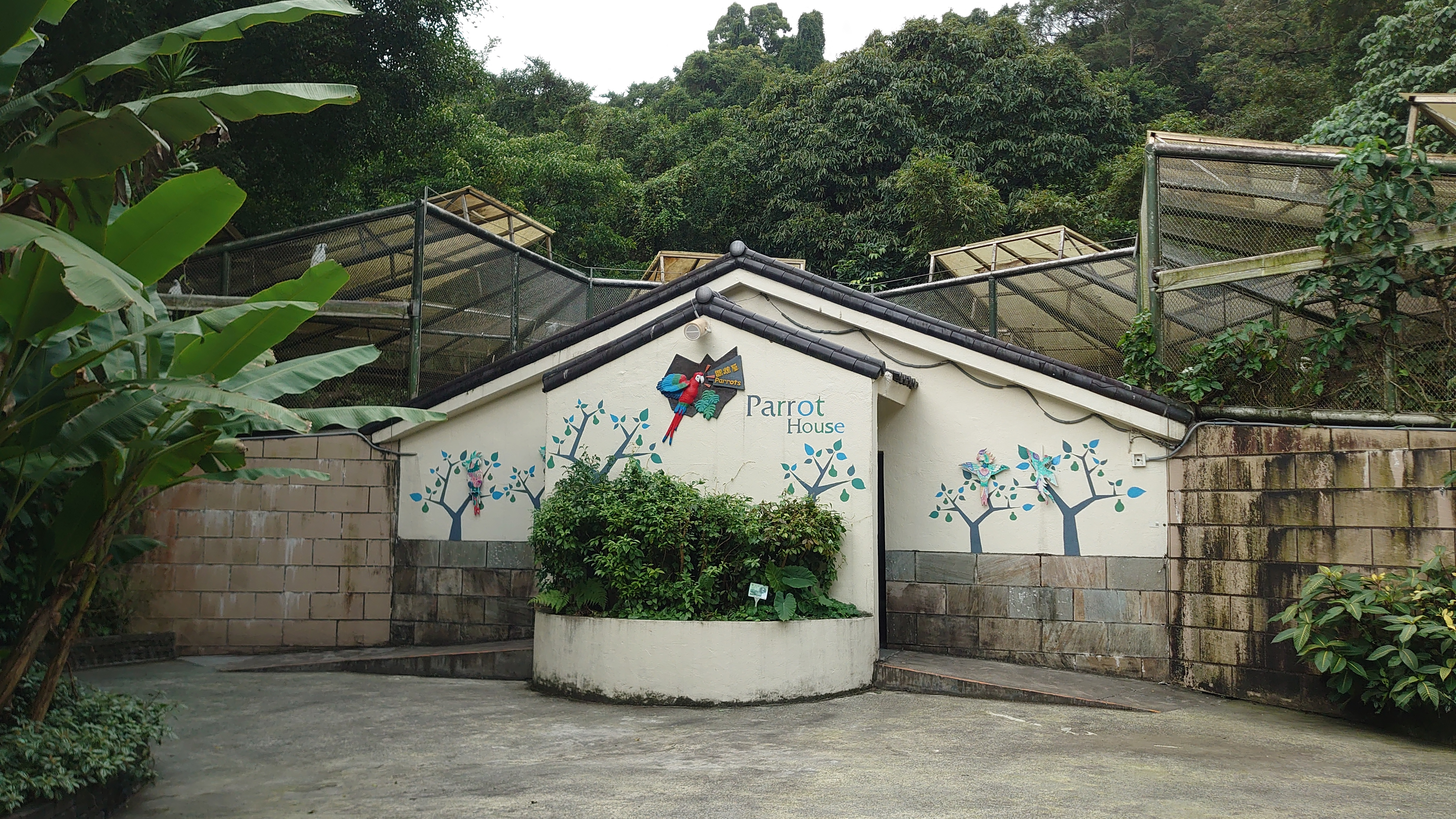
鸚鵡屋
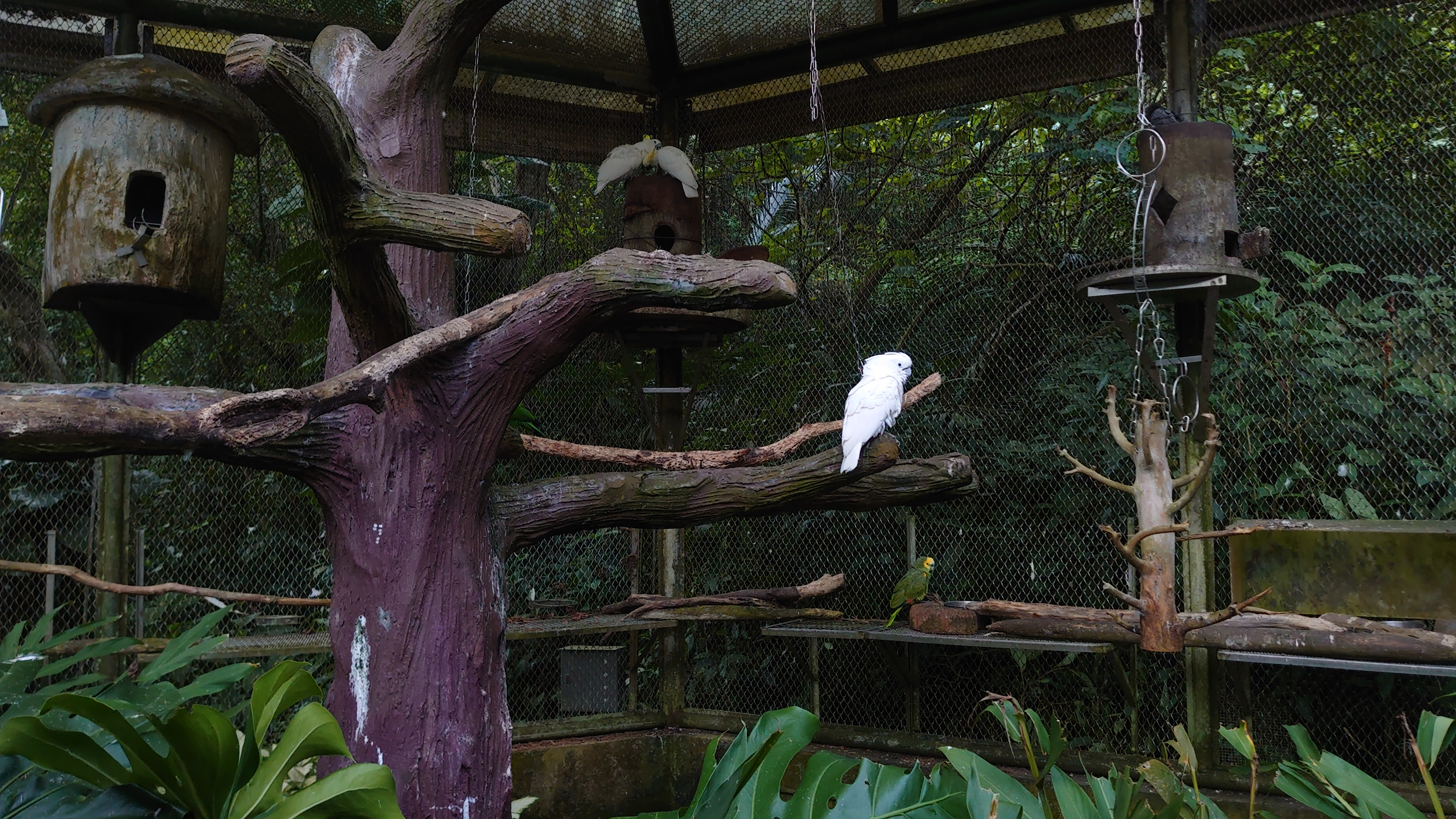

位於動物園東南方，佔地約4公頃，包括鳥類形態區、雉類與珍禽區、鶴園、鸚鵡房、生態鳥園及水禽區，展示鳥類約140種。知名動物有黃魚鴞、褐林鴞、青鸞、巴拉望孔雀雉、大寶冠鳥、越南鷴、灰頸冠鶴、綠蓑鳩、紫蕉鵑、藍鳳冠鳩等。
- 丹頂鶴：2011年從日本來的丹頂鶴：「Big」（公、2002年5月28日生）和「Kika（貴華）」（母、2005年6月6日生），來自北海道的釧路動物園，原展示場位於鳥園區的鶴園，2019年10月遷移至兩棲爬蟲動物館前廣場。

- 水鳥觀察區：為一湖泊，用以吸引許多鳥類遷徙過境或定居。湖中並飼養黑天鵝，為熱帶雨林區一部分。

- 溼地生態園：有完整的溼地生態體系的展示，現已封閉不對外開放。

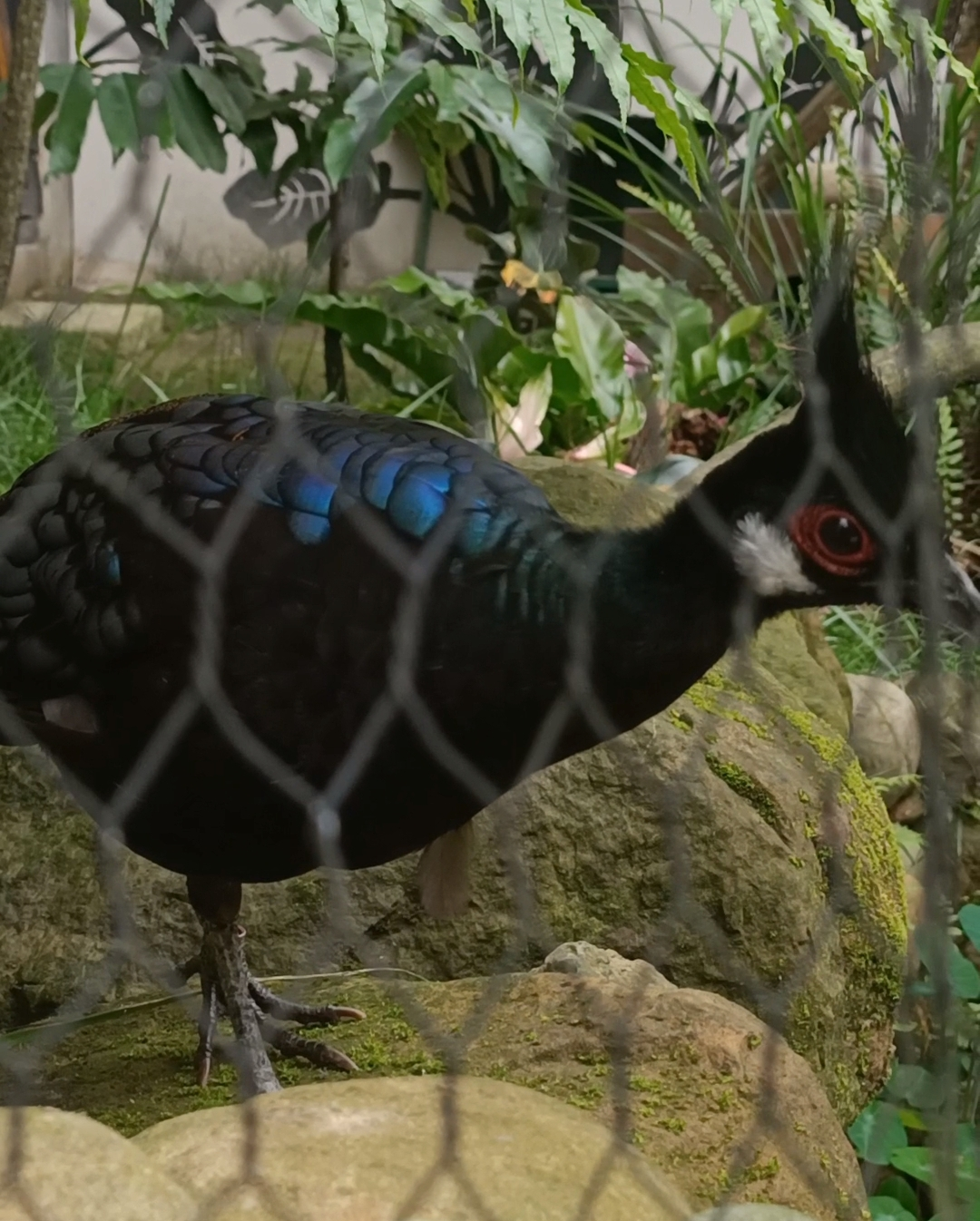
鳥園區的巴拉望孔雀雉雄鳥，臺北市立動物園

- 目前展示物種-雉類與珍禽區：大冠鷲、鷹鵰、黃魚鴞、褐林鴞、綠簑鳩、藍鳳冠鳩、巴拉旺孔雀雉、大眼斑雉（青鸞）、大寶冠鳥、帝雉、藍腹鷴、越南鷴（愛氏鷴）、長冠八哥（巴厘島白椋鳥）、臺灣冠八哥、綠絲冠僧帽鳥（綠冠蕉鵑）、紫蕉鵑、臺灣藍鵲
- 目前展示物種-鶴園：丹頂鶴、白枕鶴、白頭鶴、赤頸鶴、灰冠鶴、黑冠鶴、蓑羽鶴
- 目前展示物種-鸚鵡房：棕櫚鳳頭鸚鵡、粉红凤头鹦鹉、白凤头鹦鹉、绿翅金刚鹦鹉、藍黃金剛鸚鵡、折衷鸚鵡、红领绿鹦鹉、藍額亞馬遜鸚鵡、雙黃頭亞馬遜鸚鵡、黃頸亞馬遜鸚鵡
- 目前展示物種-生態鳥園：蓝孔雀、越南鷴（愛氏鷴）、竹雞、灰冠鶴、黑袖鴿、翠翼鳩、綠蓑鳩、藍鳳冠鳩、維多利亞鳳冠鳩、金背鳩、家八哥、黑面琵鷺、白腹秧雞、紅冠水雞、鴛鴦、美洲木鴨
- 目前展示物種-水禽區：白鵜鶘、粉紅背鵜鶘、黑頸天鵝、埃及雁、綠頭鴨、大紅鶴、智利紅鶴、美洲紅䴉

### 室內展示館

#### 大貓熊館（新光特展館）

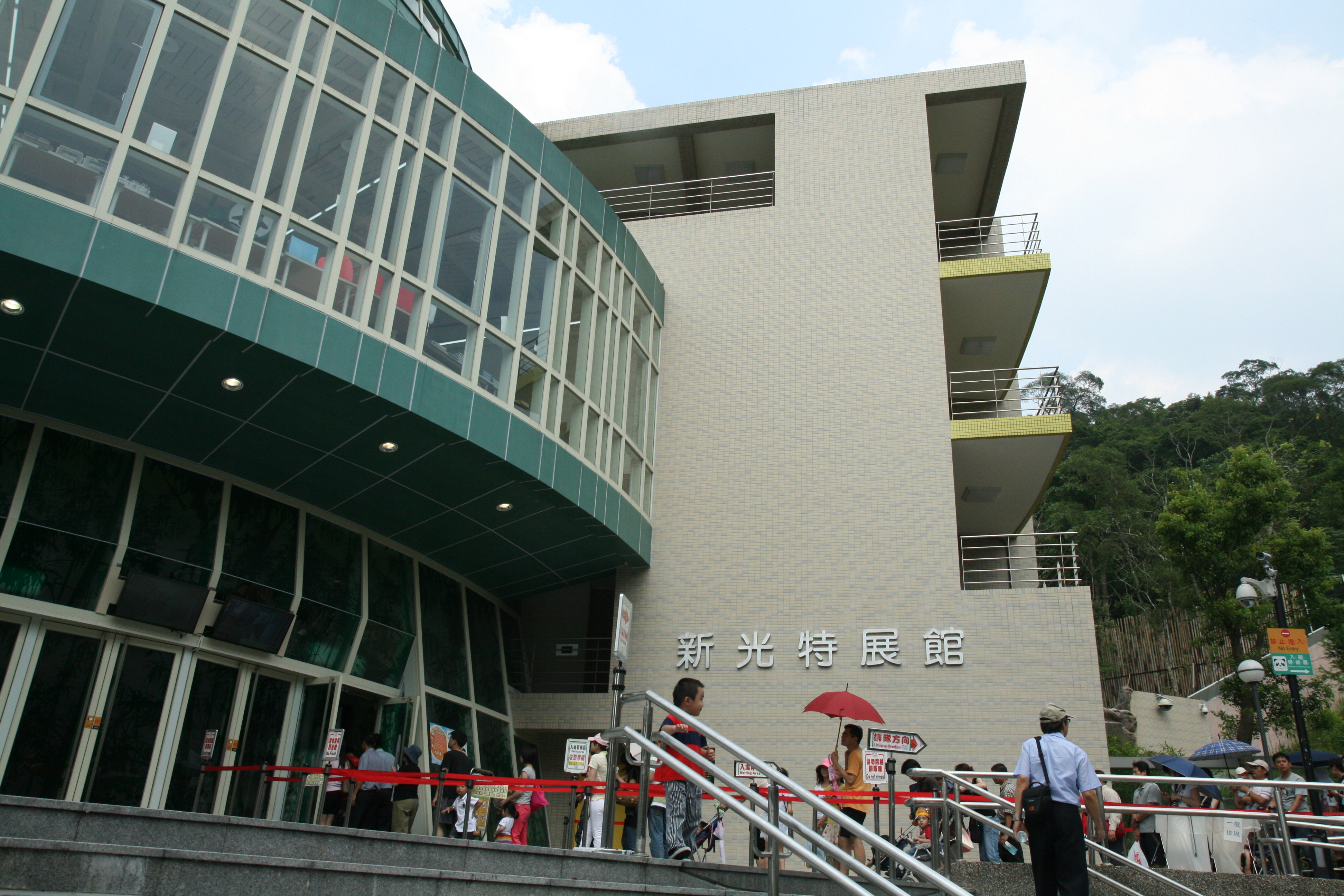
新光特展館

2009年1月26日開幕，是由新光集團贊助興建；館內主要展示從中國大陸來的兩隻四川大貓熊：團團（公、2004年9月1日生，2022年11月19日歿）及圓圓（母、2004年8月30日生），有室內展場與戶外山水造景展場，使台湾成為世界上继中国大陆外第5個有貓熊的地区。除此之外，有廣大空間販售動物園及貓熊相關商品，部分空間亦介紹貓熊整體概況等，提供學童、家長與老師一處共同體驗與學習的空間。在開放初期深受台灣民眾的注意，天天擠爆成為最多人參觀的展館，媒體亦爭相報導，連捷運站及動物園大門口都要顯示當天還有多少剩餘名額，假日名額為19200人次，非假日為14400人次。現在狀況好轉，參觀民眾可以有比較舒適的參觀環境。2013年7月6日，雌性貓熊圓圓產下圓仔，2014年1月6日正式見客，2020年6月28日再產下圓寶，參觀人數也因此隨之暴增。

#### 穿山甲館（熱帶雨林館）

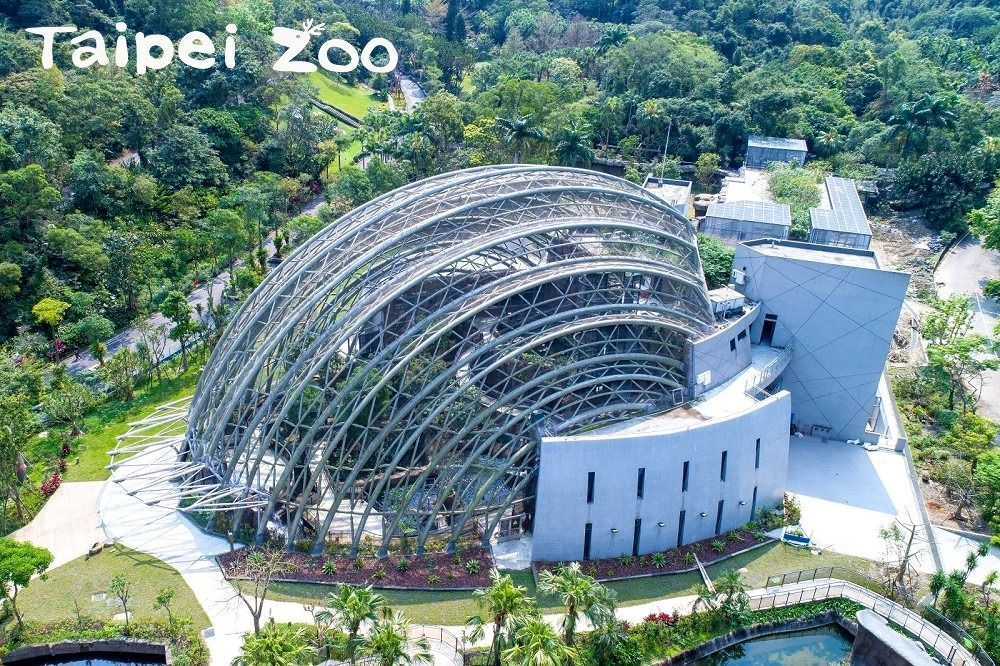
穿山甲館
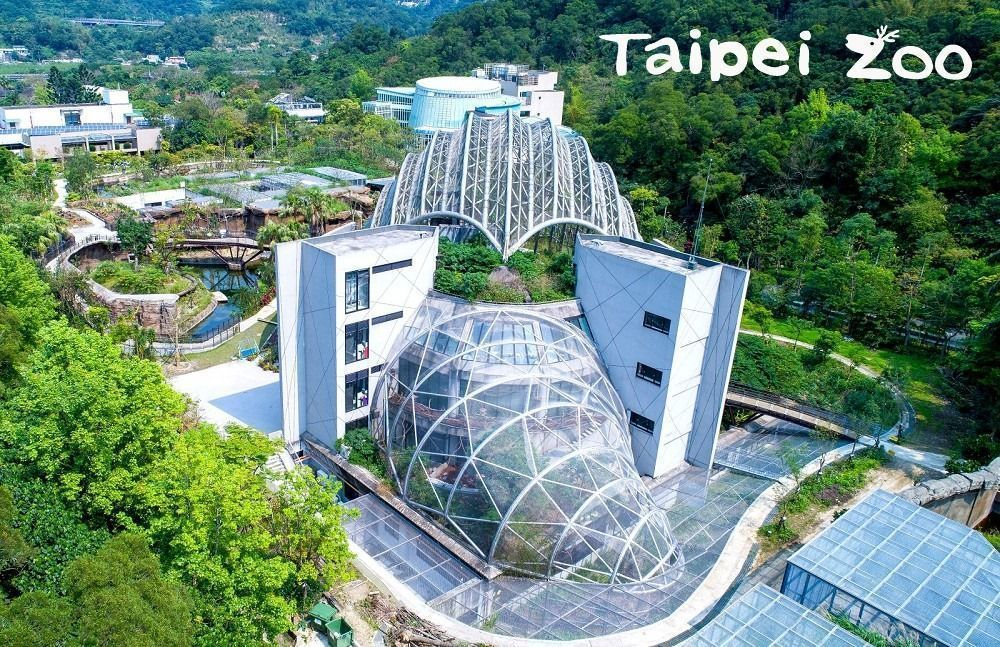
網籠

前身為「夜行動物館」，在原場館於2012年9月8日封館拆除後，新館於2018年完工並於2019年7月9日開幕，由葉世宗建築師事務所設計監造，外型以台灣穿山甲作為發想進行設計，藉由高層空間融合水域、及樹基、樹幹到樹冠層的沉浸式複合生態系展示，輔以倒木、樹藤、落葉等自然材質布置，營造與特定熱帶雨林一隅相似的生態場景，並推動共生種的混群教育展示。
主要展示國際間保育計畫之重點物種如：指猴、箭毒蛙等。參觀方式同大貓熊館為發放參觀票券（平日除外）。

##### 空中步道

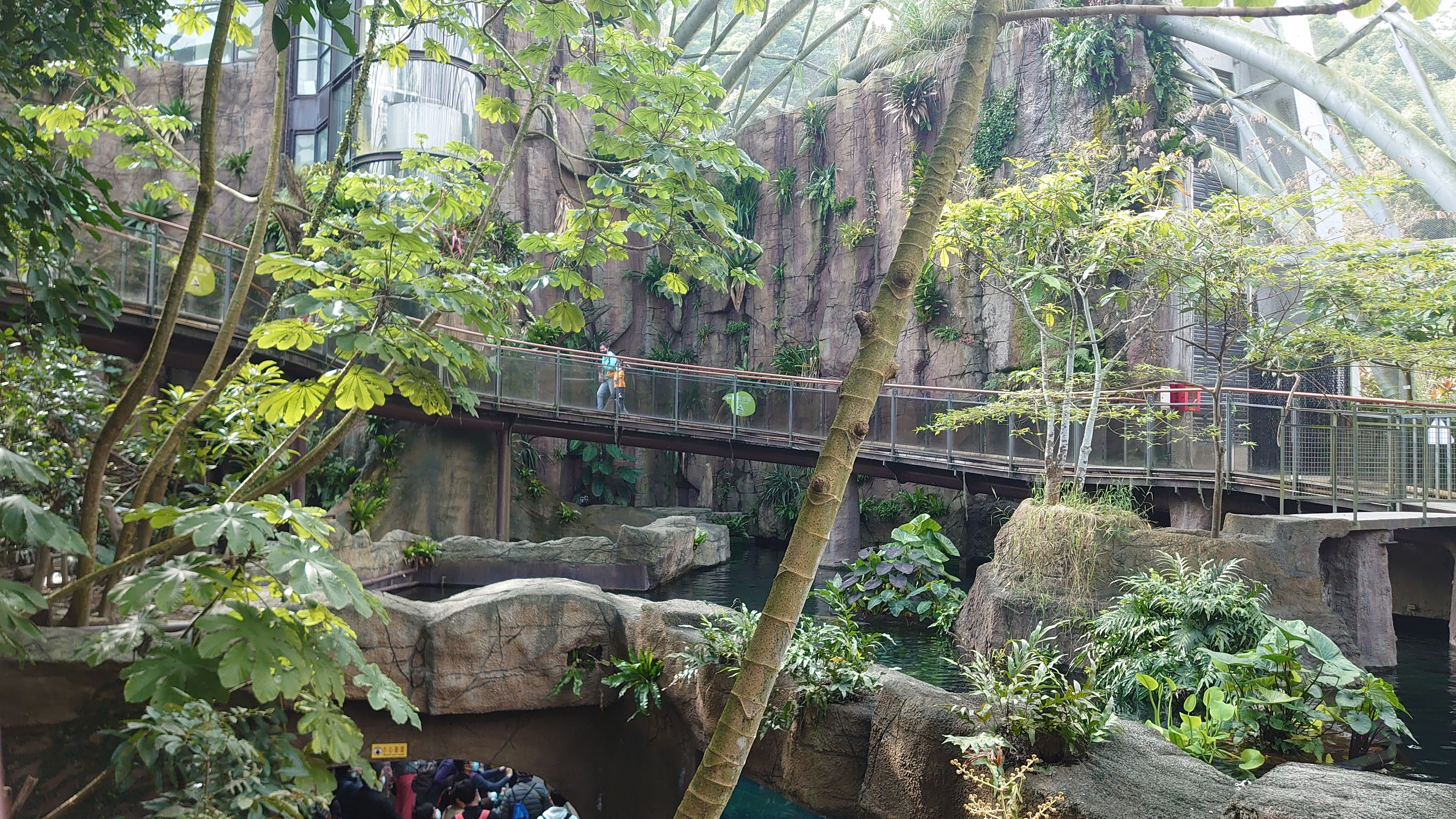
空中步道
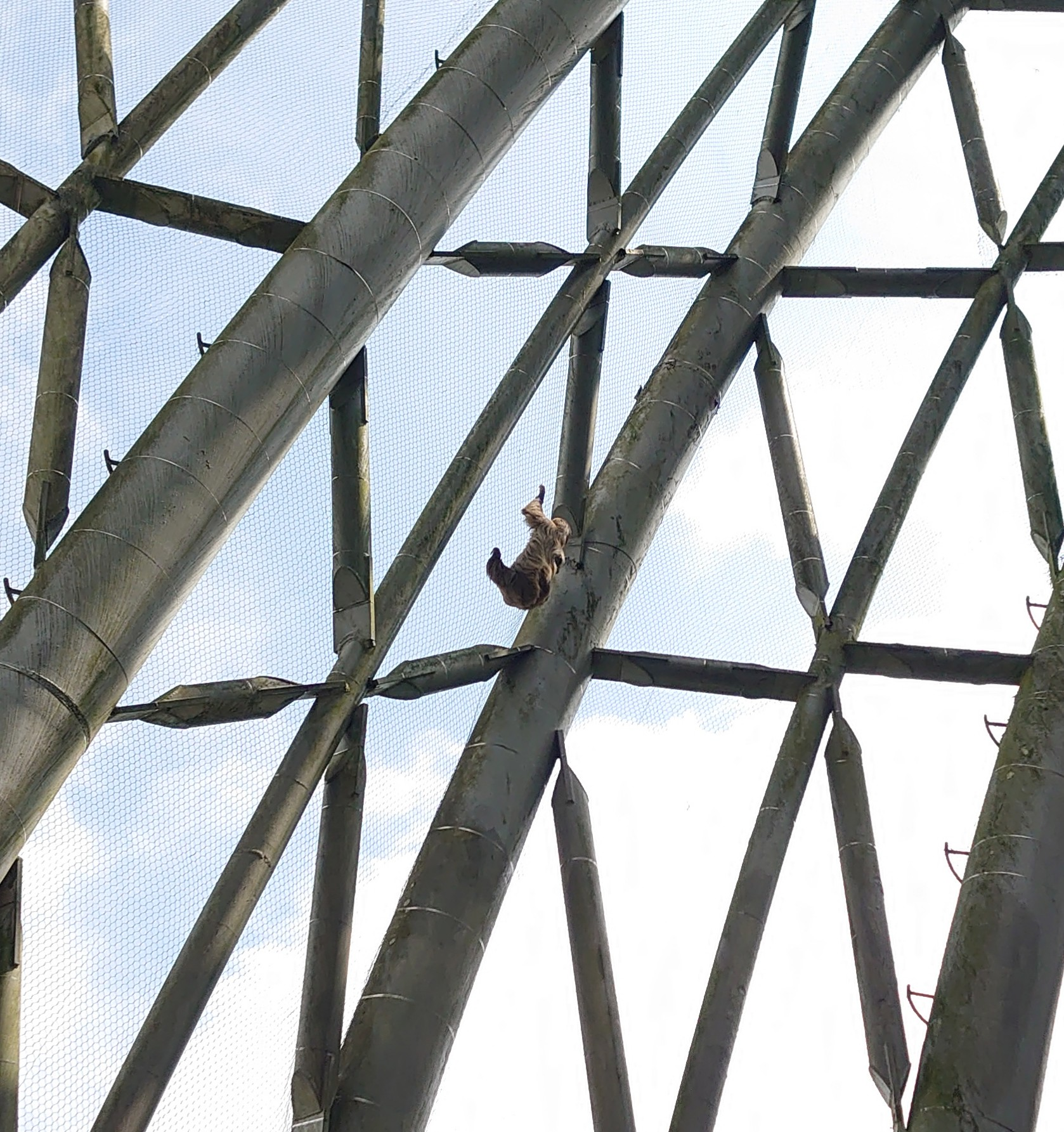
攀爬網目的二趾樹懶

為遊客參觀的主要動線，串連起熱帶雨林館樓高24公尺的展示空間以及其他小展區。從樹基、樹幹到樹冠層的混群教育展示營造出熱帶雨林的生態場景。
- 展示物種：棉頭絹猴、二趾樹懶、青鸞、大寶冠鳥、栗喉蜂虎、大巨嘴鳥、琉璃金剛鸚鵡、射紋陸龜、紅腿象龜、黃腿象龜、美洲紅䴉。

##### 夜行動物廊道

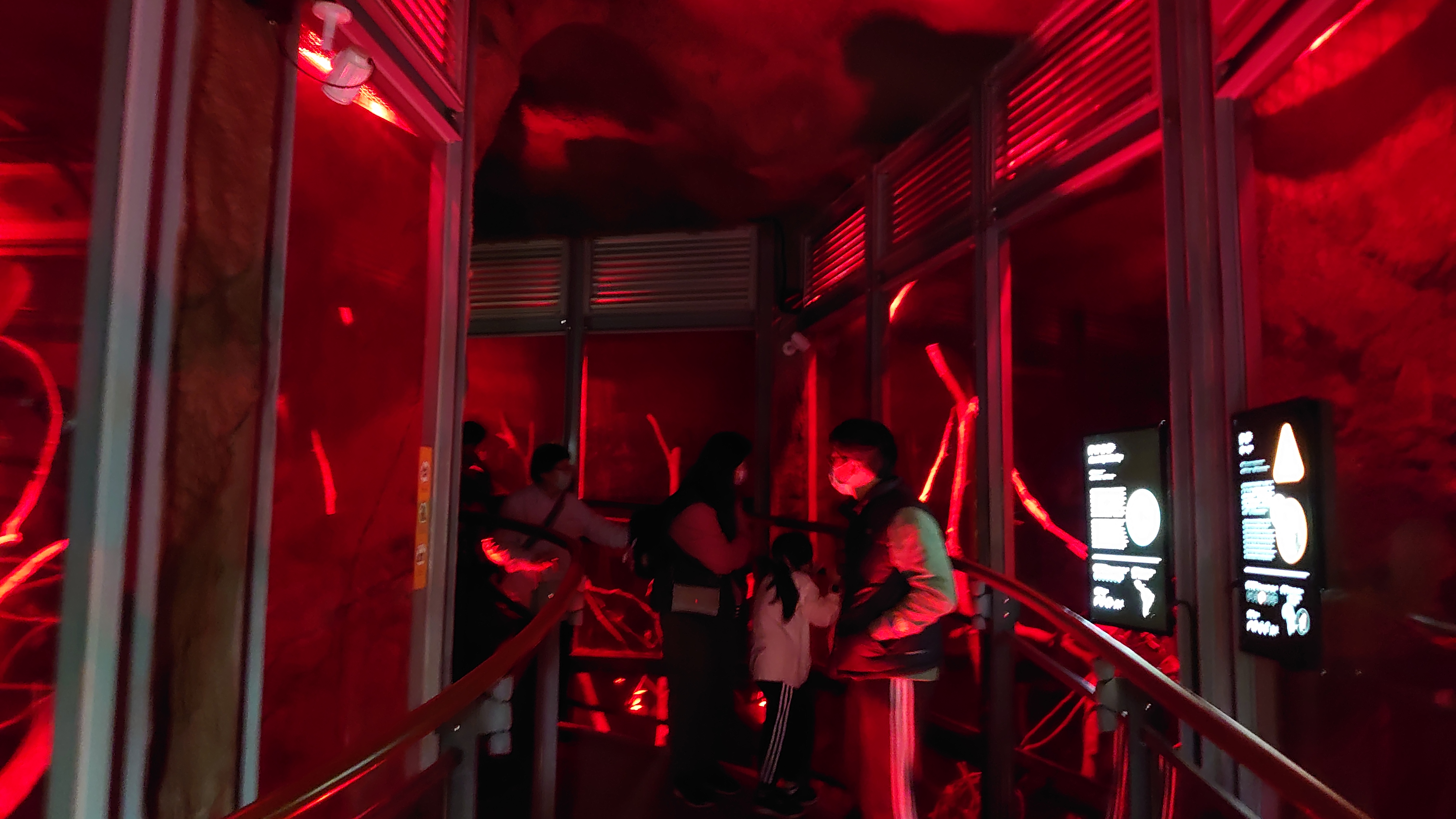
以紅光照明展示夜行動物

熱帶雨林新館中設置了一條長廊隧道，模仿夜行性動物在黃昏至夜晚出沒活動的昏暗環境，展示白天休息、夜晚活動的夜行性小型靈長類動物。除了原夜行動物館的靈長類動物，2019年7月與馬達加斯加動植物保育群及日本動物園水族館協會合作從上野動物園借殖的雌性指猴Hira也在此展出，為亞洲第二個參與指猴域外保育的國家。
- 展示物種-馬達加斯加：指猴、粗尾侏儒狐猴              ；中南半島：小懶猴；南美洲：阿氏夜猴；                                   非洲：塞內加爾嬰猴

##### 箭毒蛙工作站

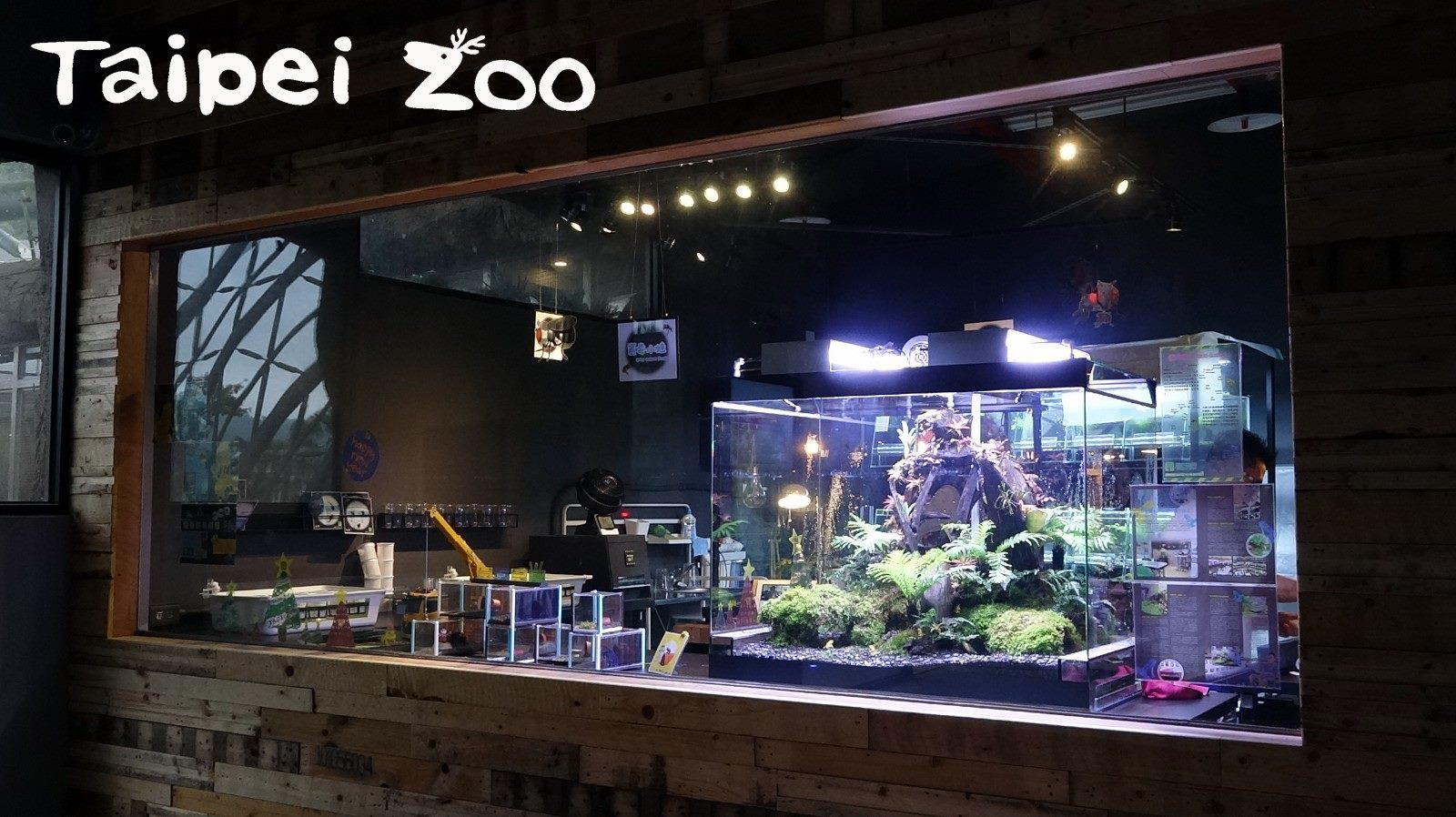
以透明玻璃櫥窗呈現保育員照顧箭毒蛙的過程

飼養黃帶、迷彩、金色及鈷藍等四種箭毒蛙，在工作站內，不僅以透明玻璃櫥窗呈現箭毒蛙成蛙的飼養展示箱，還細分出繁殖區、孵化區、蝌蚪區及幼蛙區。藉由呈現照顧箭毒蛙的日常，同時向大眾展現動物園在箭毒蛙繁殖工作上的成果。
- 展示物種：金色箭毒蛙、鈷藍箭毒蛙、黃帶箭毒蛙、迷彩箭毒蛙。

##### 亞馬遜河水域生態池

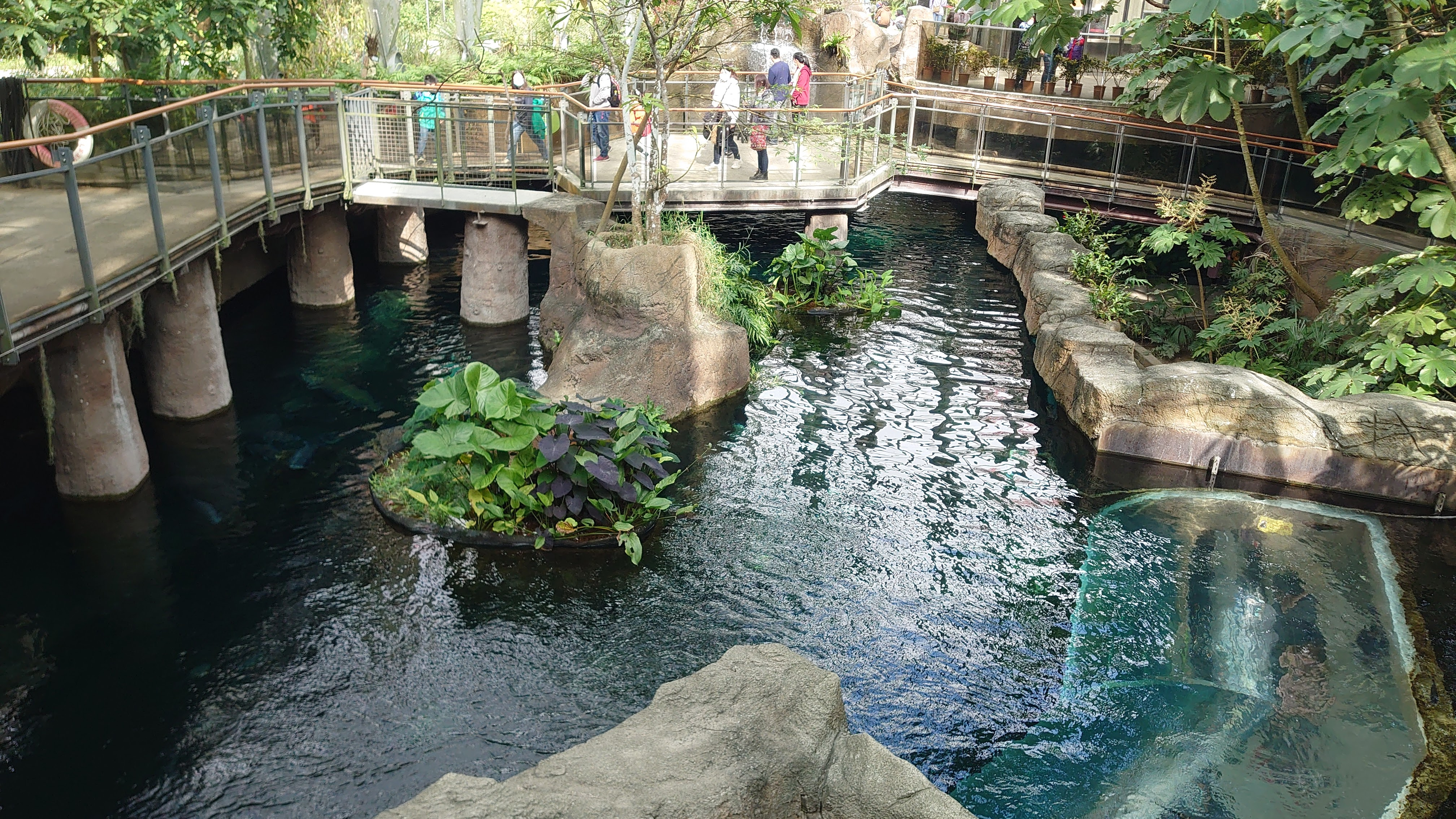
從上方空中步道拍攝
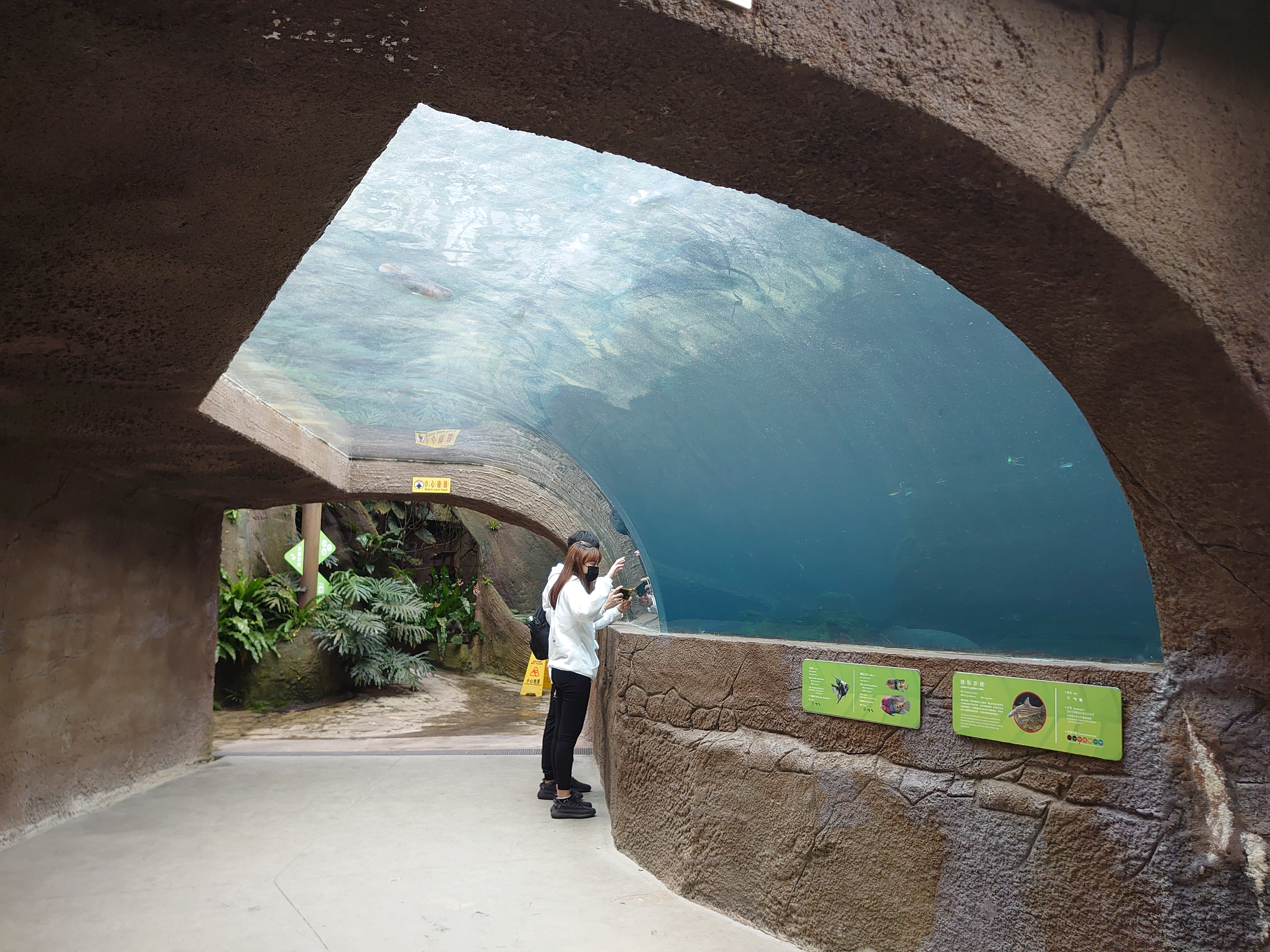
從下方觀景隧道拍攝

館內核心區域的亞馬遜河生態水域-象魚池及中南美慈鯛池。生態池容積達500噸且超過2米深,呈現亞馬遜生態系遼闊、壯麗的大河氛圍透過水底隧道或是從步道上方等不同視角都能欣賞到超過15種魚兒悠游其中。主要展示南美亞馬遜河流域的原生魚種，另外也展示了中美州的慈鯛科魚種及瀕危物種穗鬚原鯉。
展示物種：象魚、紅銀板、銀帶、帝王魟、穗鬚原鯉、大鱗脂鯉、慈鯛。

##### 野外工作站

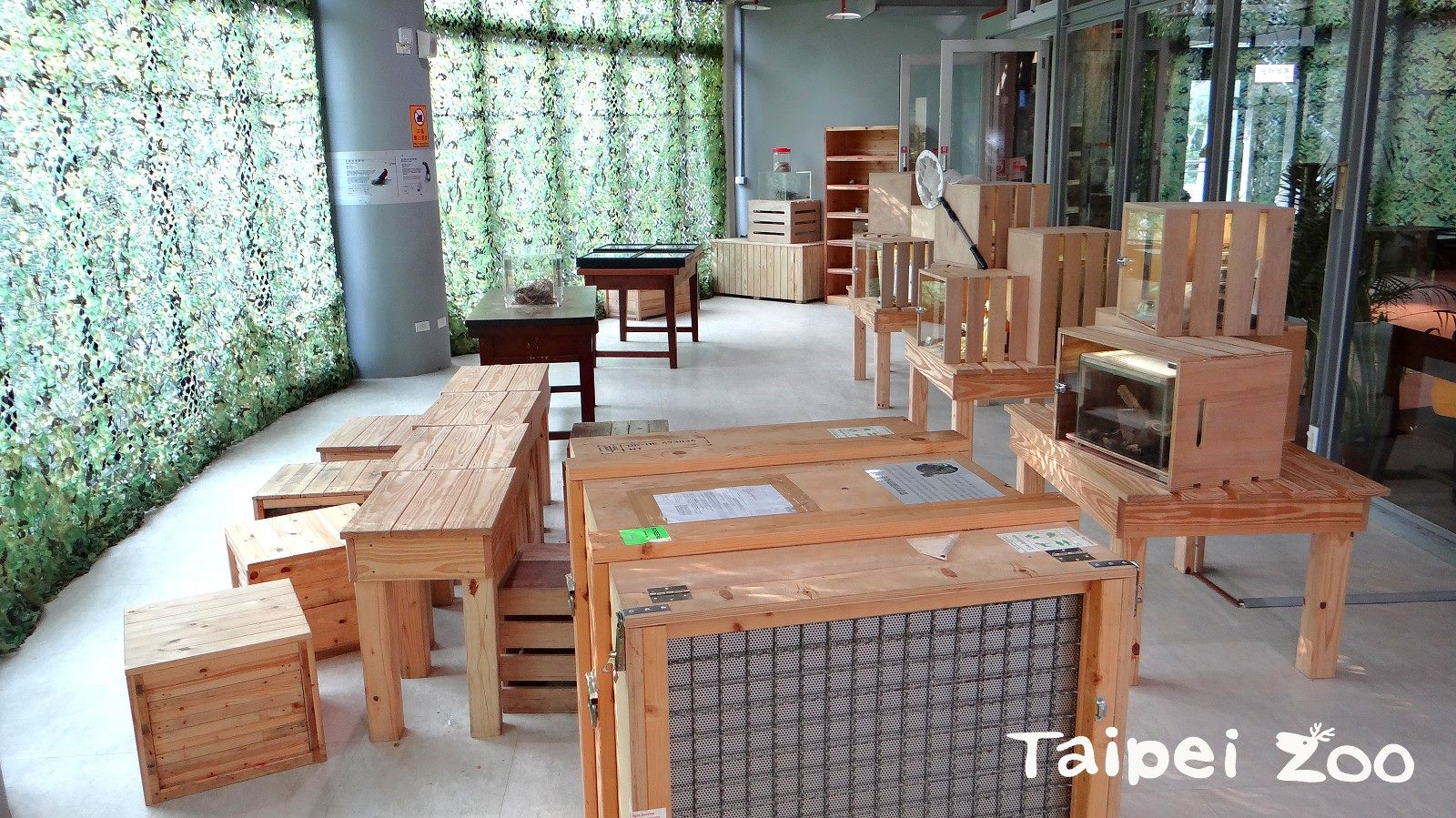
野外工作站

利用棧板、木箱和透明壓克力等素材，堆疊出多面向的檯面與展示櫃，陳列野外調查工作琳瑯滿目的器材，另外在大片玻璃前，罩著仿賞鳥牆設計的迷彩網，模擬野外進行鳥類觀察工作的環境。
- 展示物種：棉頭絹猴。

#### 兩棲爬蟲動物館

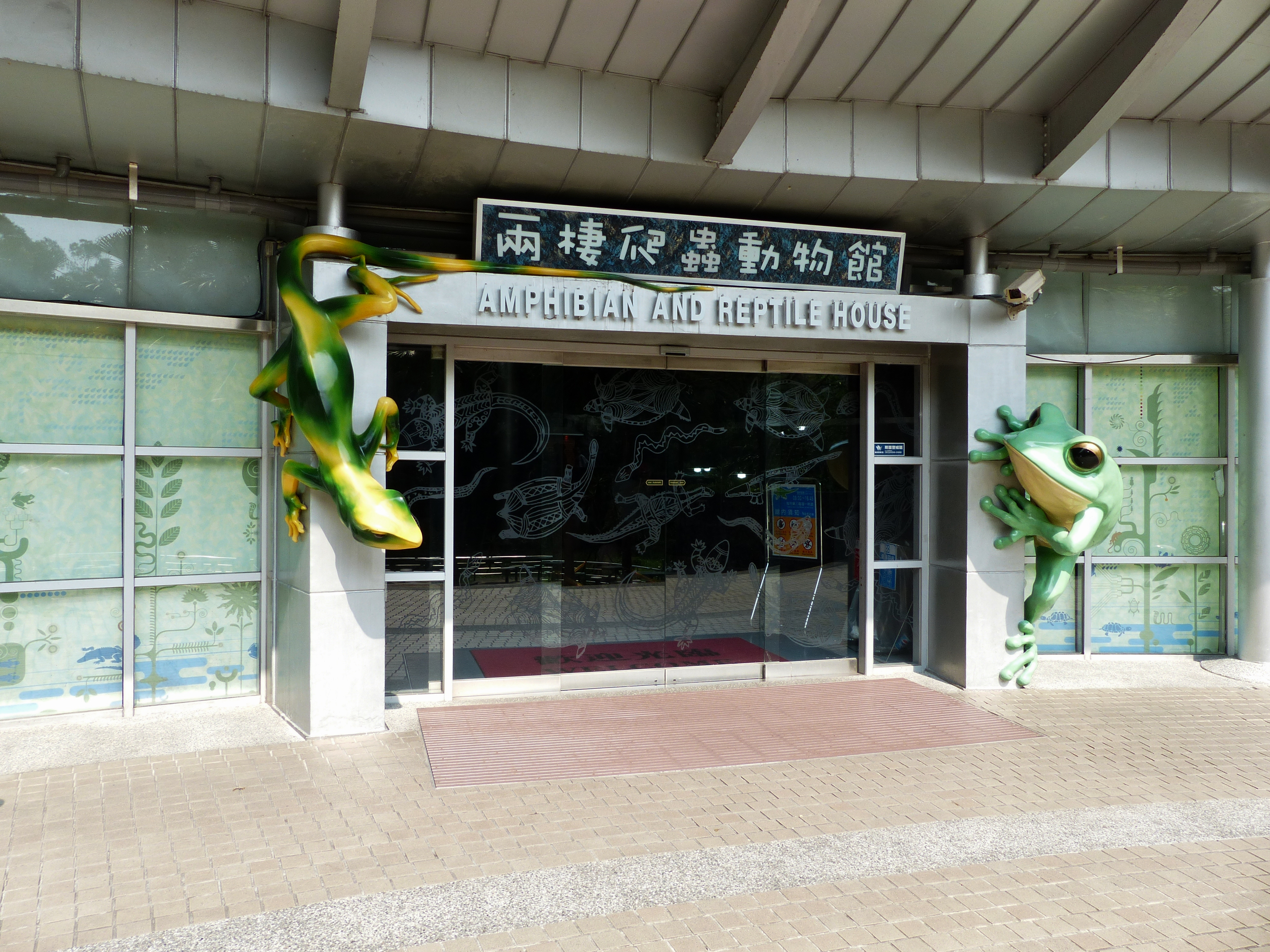
兩棲爬蟲動物館

館內設計分為溼地、熱帶雨林、溫帶森林和沙漠四大類，以不同的生態系展示各種兩棲爬蟲活體動物。除了模擬棲息地之外，館內還規劃了「演化」、「形態與構造」、「棲息環境」、「行為」、「生活史」、「多樣性」、「兩爬與人」、「保育」、「小心毒蛇」等主題的圖文教育及標本解說，並重視本土物種的典藏，推出一系列以台灣為主題的特展。其中更與各方單位合作，進行本土物種復育，如臺北赤蛙、魚池琴蛙、翡翠樹蛙、黃緣閉殼龜（食蛇龜）、黃喉擬水龜（柴棺龜）、赤腹游蛇等本土瀕危兩棲爬行動物。

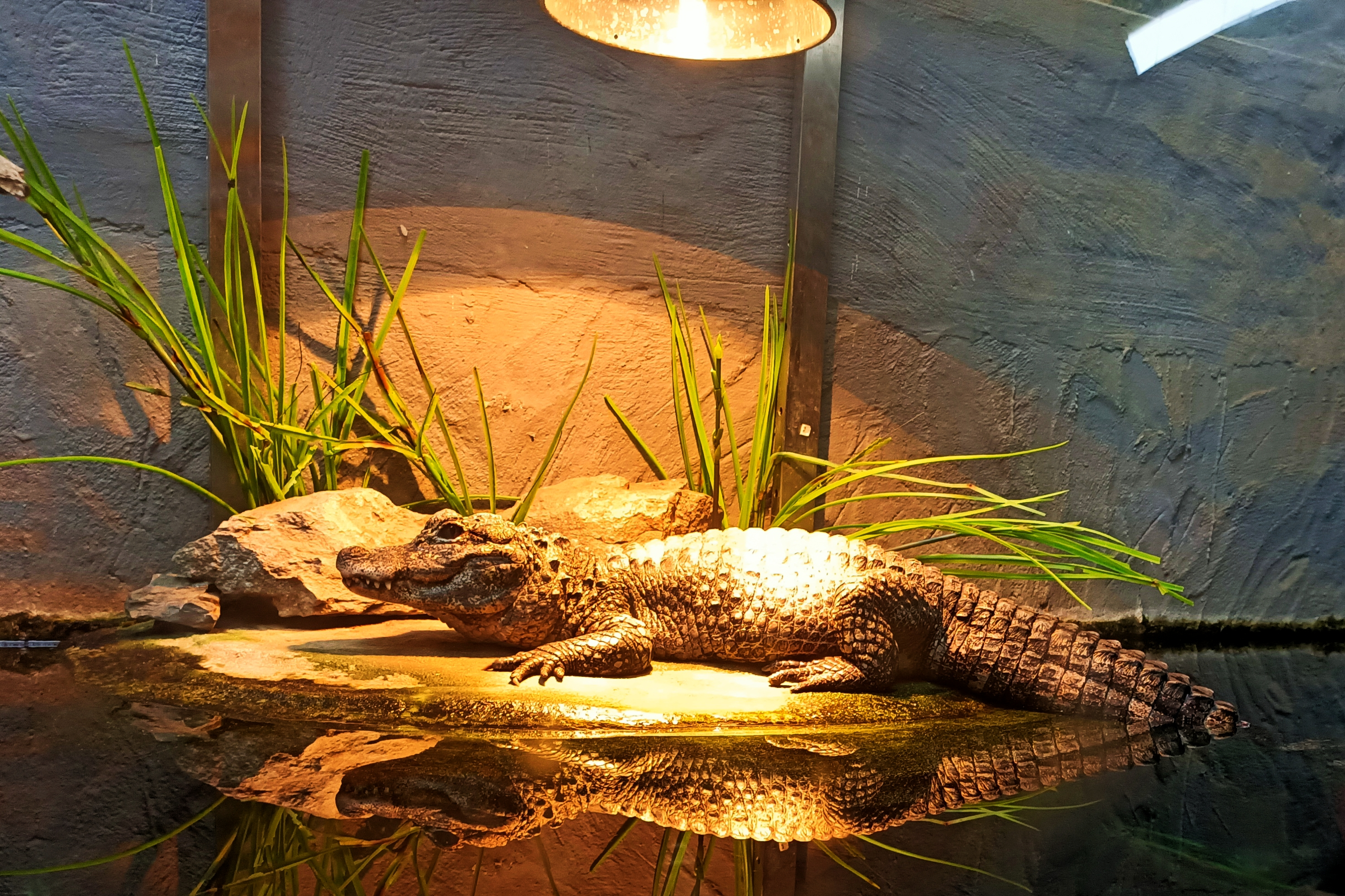
揚子鱷

- 目前展示物種-戶外展示區：綠鬣蜥、亞洲棕龜、亞達伯拉象龜、蘇卡達象龜、紅耳龜、斑龜、中華鱉、黃喉擬水龜（柴棺龜）。
- 目前展示物種-世界爬蟲動物區：揚子鱷（鼉）、鱷龜、擬鱷龜、麥氏長頸龜、卡羅萊納箱龜、平背閉殼龜、布氏閉殼龜、印度星龜、緬甸星龜、射紋陸龜、四爪陸龜、黃頭陸龜、紅腿象龜、餅乾龜、亞達伯拉象龜、蘇卡達象龜、太陽龜、紅尾蚺、馬來血蟒、球蟒、綠樹蟒、地毯蟒、黑眉錦蛇台灣亞種、加州王蛇、柏布拉奶蛇、美洲食鼠蛇、西部豬鼻蛇、綠鬣蜥、長鬣蜥、犀牛鬣蜥、雙嵴冠蜥、巨板蜥、黃喉板蜥、高冠變色龍、七彩變色龍、豹紋守宮、棘皮瘤尾守宮、眼斑銅蜥、斜紋藍舌石龍子、猴尾蜥、歐洲蛇蜥、鈍尾毒蜥、染色箭毒蛙（鈷藍）、金色箭毒蛙、迷彩箭毒蛙、火焰箭毒蛙、紅眼樹蛙、北部灣棱皮樹蛙（苔蘚蛙）、圓眼珍珠蛙、南美角蛙、海蟾蜍、墨西哥鈍口螈、東方蠑螈、西部菱斑響尾蛇（展示樣本為標本）
- 目前展示物種-臺灣兩棲爬蟲動物區：緬甸岩蟒、舟山眼鏡蛇、翠青蛇、百步蛇、黃緣閉殼龜（食蛇龜）、斯文豪氏攀蜥、長鬣蜥（中國水龍）、綠鬣蜥、高冠變色龍、大壁虎（蛤蚧）、澤蛙、福建大頭蛙、拉都希氏赤蛙、貢德氏赤蛙、斯文豪氏赤蛙、腹斑蛙、翡翠樹蛙、魚池琴蛙、盤古蟾蜍、黑框蟾蜍
- 目前展示物種-教育解說廊道：臺北赤蛙、阿寒湖毬藻、赤腹遊蛇
- 曾展示及後場內未展示物種：金曼蛙、亞馬遜葉蛙、弗氏玻璃蛙、巨人猴樹蛙、臺北樹蛙、莫氏樹蛙、美洲牛蛙、三角枯葉蛙、東方鈴蟾、非洲爪蟾、虎皮蠑螈、韃靼沙蚺、巴西彩虹蚺、翡翠樹蚺、網紋蟒、赤腹松柏根、黃環林蛇、玉斑錦蛇（高砂蛇）、百花錦蛇、灰腹綠錦蛇、佛州王蛇、赤尾竹葉青、龜殼花、雨傘節、澤巨蜥、草原巨蜥、翡翠巨蜥、古巴鬣蜥、中部鬍鬚蜥、七彩變色龍、瑤山鱷蜥、紅眼鷹蜥、傘蜥、馬達加斯加鈍尾蜥、條紋頸帶蜥、黑頸烏龜、馬來潮龜、三線潮龜、安南龜、南越閉殼龜、棕稜背龜、豬鼻龜、緬甸緣板鱉。
- 2019年9月30日，展出玻璃蛙與苔蘚蛙的人工繁殖個體[54]。

#### 無尾熊館
1999年8月，由澳洲黃金海岸庫倫賓保護區引進兩隻公無尾熊，命名為哈雷和派翠克。
2001年9月，母無尾熊麗琪和夏娃，來到動物園。
2003年10月，麗琪為動物園新添了一隻無尾熊寶寶，命名為Q比（公）。
2004年，無尾熊哈雷診斷出患有鼻癌（侵犯上顎骨、鼻中膈及鼻腔的軟骨及骨混合瘤），經獸醫建議於同年11月1日上午安樂死。
2004年10月，又引進一對無尾熊，分別是珍珠和Matty（公）。
2011年，4隻無尾熊Flynn、Empress、Tiwi與Coral來台，三隻母無尾熊（Flynn爲公無尾熊）陸續生下寶寶，Empress的寶寶取名Emily，Tiwi的寶寶取名Nicole，Coral的寶寶則取名爲咖啡派。
2016年10月10日，傍晚17:59，元老級無尾熊派翠克於高齡19歲離世。

#### 企鵝館

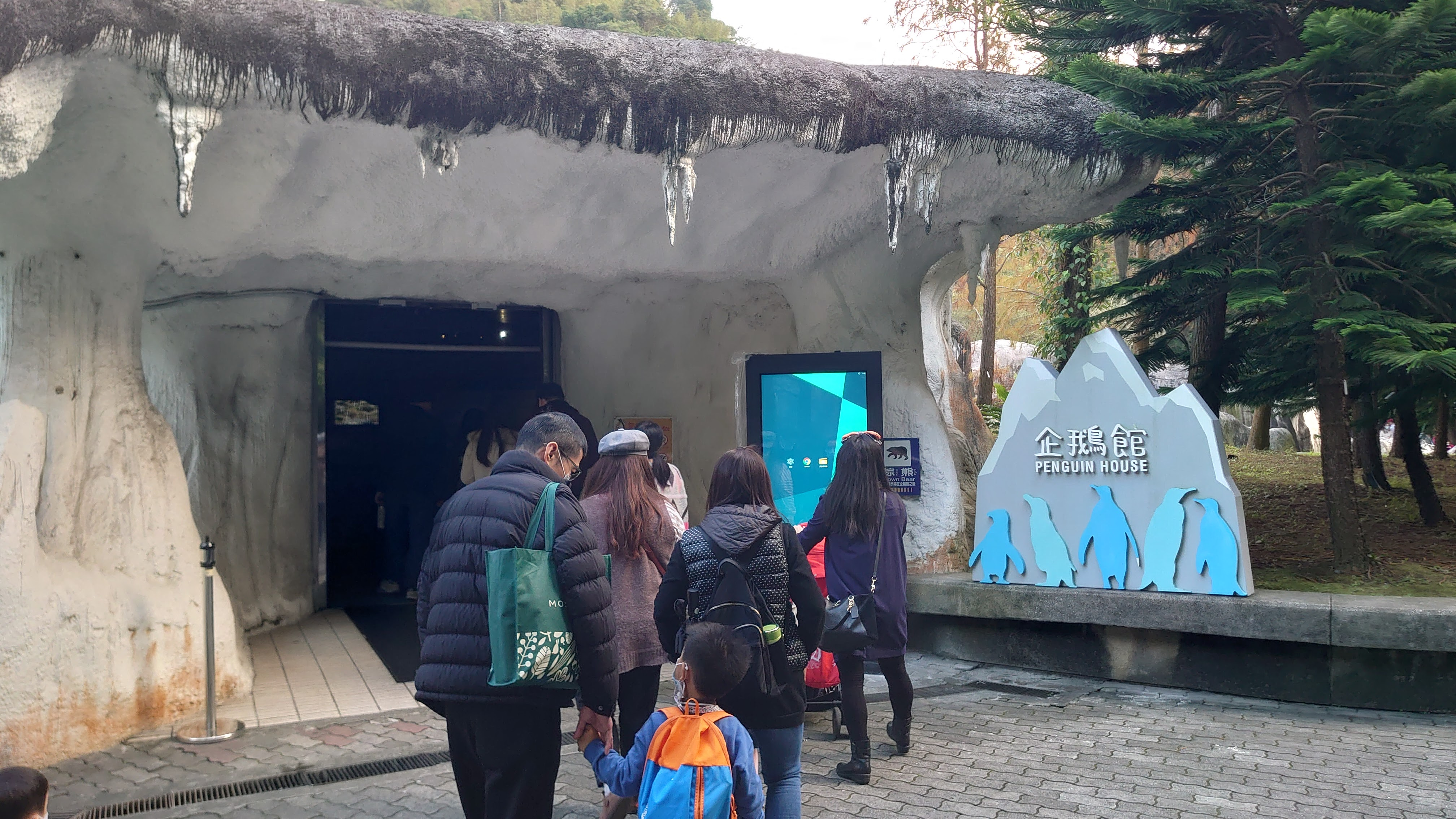
企鵝館

位於溫帶動物區，展示國王企鵝和黑腳企鵝，有量身訂製的房間和水池，以及完整的企鵝生態圖文解說。2001年9月，由園方培育出第一隻小企鵝，由民眾投票命名為黑麻糬，黑麻糬於2018年10月9日離世。

#### 昆蟲館
2005年4月24日開幕。共有兩層樓，一樓包括網室生態區、食草栽培溫室、昆蟲未來館、昆蟲特展室；二樓則有序幕展示室、多媒體教室、台灣昆蟲區、夜行昆蟲區、溫室區。
展示物種-臺灣昆蟲區：蘭嶼筒胸竹節蟲、大圓斑球背象鼻蟲、津田氏竹節蟲、長角大鍬形蟲
展示物種-溫室區：家蠶、皇蛾、大鳳蝶、黑鳳蝶、翠鳳蝶、巴黎翠鳳蝶、無尾白紋鳳蝶、綠斑鳳蝶、達摩鳳蝶、柑橘鳳蝶、黑點大白斑蝶、琉球青斑蝶、黑脈樺斑蝶、樺斑蝶、石牆蝶、枯葉蝶。
展示物種-水生昆蟲區：黃緣螢、長翅水螳螂、橙斑大龍蝨、大紅娘華、大負子蟲
展示物種-網室區：巨棘竹節蟲、綠椒竹節蟲、扁竹節蟲、秋葉䗛、臺灣騷斯、寬腹斧螳、扁鍬形蟲、高砂鋸鍬形蟲
展示物種-底棲節肢動物區：光滑鼠婦、問號蟑螂、少棘蜈蚣、帝王蠍、墨西哥紅膝頭蜘蛛、跳蟲
昆蟲館中的螞蟻原有大頭家蟻、高雄巨山蟻，2020年因台灣興起「養蟻熱潮」，設置了新的螞蟻教育展示區，並添加了臭巨山蟻、雙脊皺家蟻、堅硬雙針家蟻、高山鋸針蟻及大林長腳家蟻。
蟲蟲探索谷：為一天然的溪谷，適於觀察自然生態。

#### 海琉館BOT案
臺北市立動物園旁，2023年由光禹集團創立台北數位海洋生態娛樂開發公司得標，打造海琉館、海洋生態主題酒店、商業區，預計2033年正式營運。

## 其他設施

### 教育中心

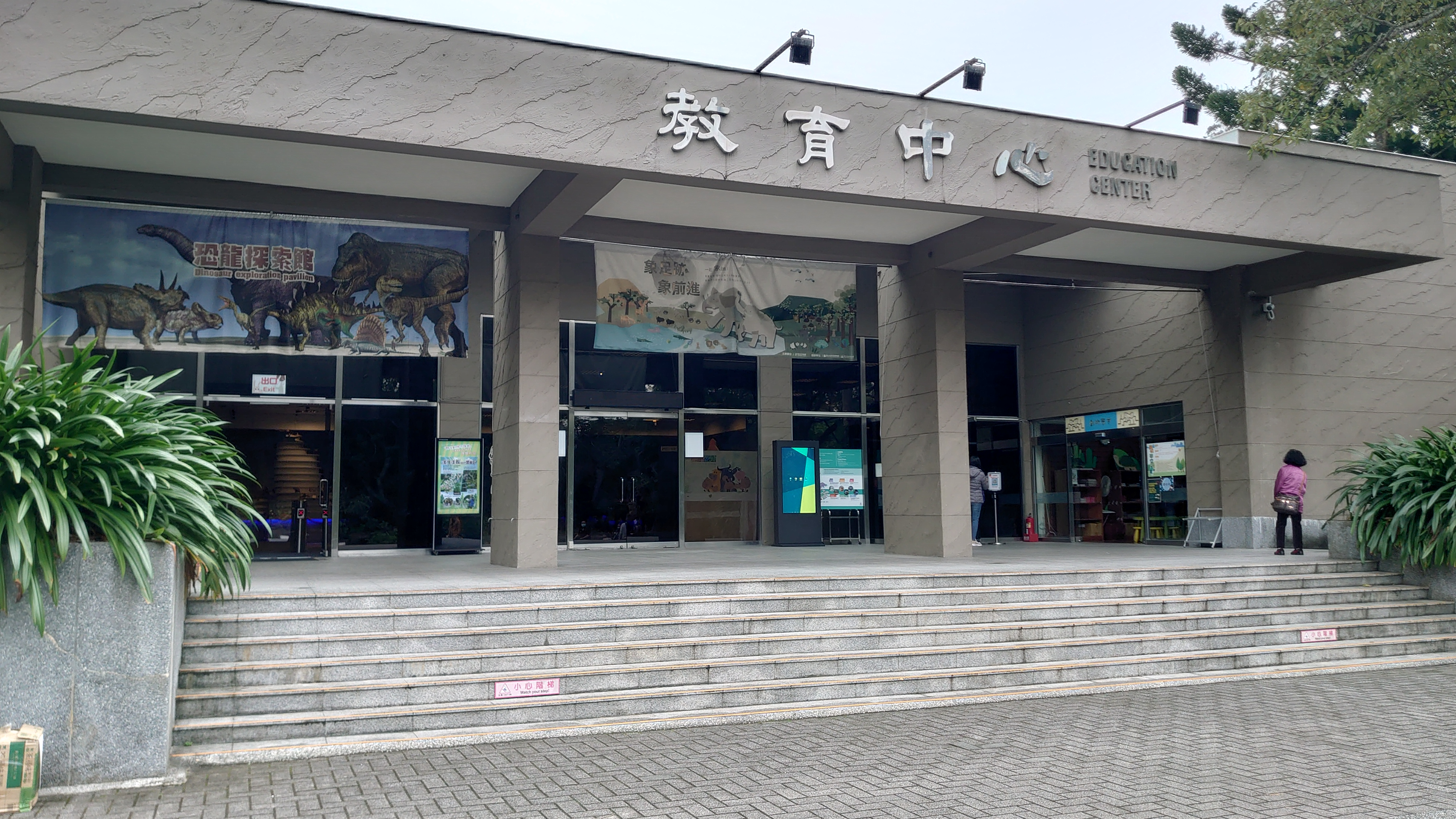
教育中心

位於紅鶴區正後方，定期舉辦各種特展與教育推廣活動，並配合中小學的校外教學提供教學資訊。林旺標本置放本中心B1。

### 酷Cool節能屋

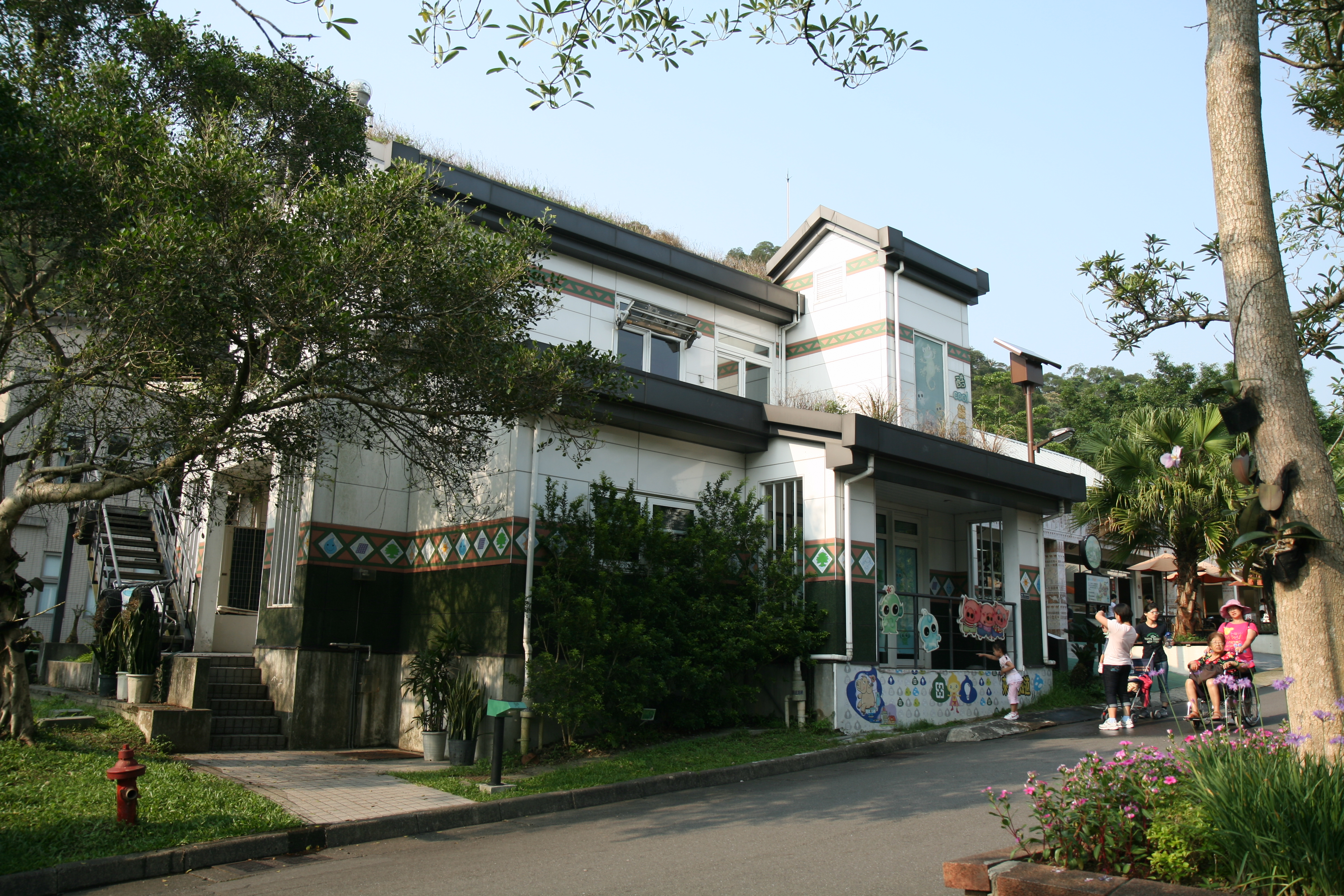
酷Cool節能屋

位於沙漠動物區入口處，2004年7月18日開幕，共有兩層樓，是經濟部能源局委託工研院執行台北市立動物園「建築節能計畫」的成果。以《三隻小豬》童話故事做為背景，探討三隻小豬如何利用各種建材和發電方式，讓住屋達到冬暖夏涼、節省能源的目的。為了將這些觀念深植在小朋友心中，節能屋中設計了許多遊戲式的設備，例如太陽能發電、人力發電腳踏車等，二樓則有圖書區，主要介紹各式建材與奈米塗料的運用。

### 動物斑紋列車

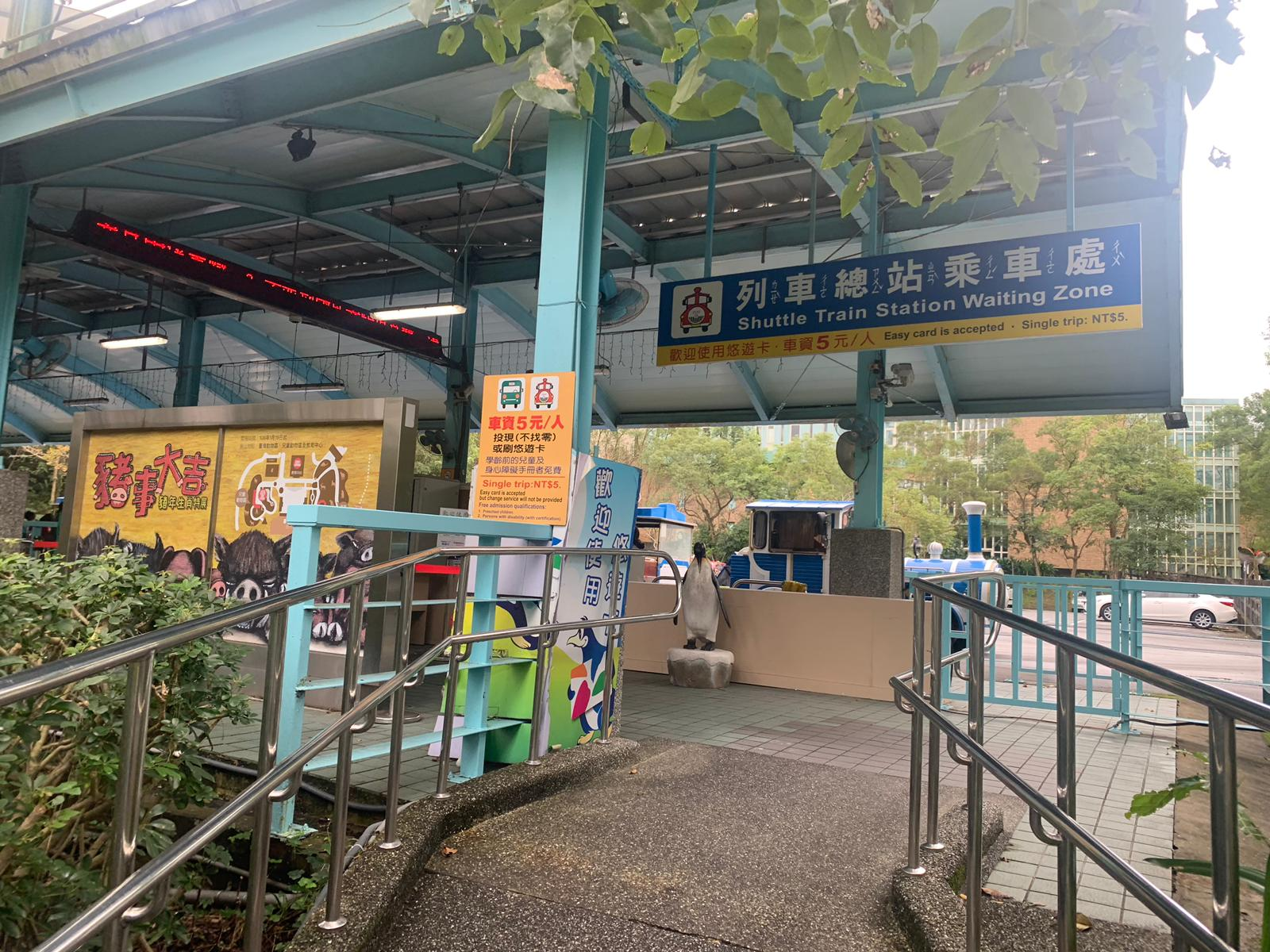
列車總站

2002年引進，作為園區內接駁用，可縮短遊客行走時間。行駛路線為列車總站至鳥園車站，2007年新增鳥園車站至貓空纜車動物園南站，每輛三節車廂，可擴充至四節，可載人數約70人。由於列車總站每逢假日均大排長龍，因此許多遊客選擇先步行遊園後，再前往鳥園車站搭乘，以避免久候之苦。
遊客列車開放時間：
總站9點首班車發車至鳥園站，16點30分末班車。
鳥園站17點末班車往總站，16點40分末班車往動物園南站。
動物園南站首班車9點發車至鳥園站，16點末班車。

## 參與之國際保育組織
動物園界協會
東南亞動物園暨水族館協會（SEAZA)
歐洲動物園暨水族館協會（EAZA) 
世界動物園暨水族館協會（WAZA）
北美動物園暨水族館協會（AZA）輔導期
物種保育類
保育規劃專家群（CPSG)
國際物種資訊系統（Species 360）
馬達加斯加動植物相保育群（MFG)
兩棲類方舟（Aark)
保育教育類
國際動物園教育者協會（IZE)
亞洲動物園教育者研討會（AZEC)
動物醫療類
亞洲保育醫學會（ASCM)
美國動物園獸醫師協會（AAZV)
野生動物疾病協會（WDA)
歐洲動物園與野生動物獸醫師協會（EAZWV)

## 國際合作之各國動物園及保育組織
| 年份                | 合作國家/動物園                                                | 相互關係或協定                              |
| ------------------- | -------------------------------------------------------------- | ------------------------------------------- |
| 1993                | 南非國家動物園                                                 | 姊妹園                                      |
| 2004                | 日本多摩動物園                                                 | 友好協定                                    |
| 2005                | 波蘭華沙弗洛茨瓦夫市立動物園                                   | 友好協定                                    |
| 2006                | 泰國大象保育中心                                               | 動物認養保育協定                            |
| 2006                | 德國紐倫堡動物園                                               | 姊妹園                                      |
| 2006                | 韓國首爾動物園                                                 | 姊妹園                                      |
| 2006                | 越南西貢動物園                                                 | 姊妹園                                      |
| 2009                | 美國貝勒爾龜類保育中心                                         | 瀕危龜類保育合作協定                        |
| 2009                | 日本多摩動物園                                                 | 動物交換協定                                |
| 2010                | 中國四川臥龍保護大貓熊研究中心                                 | 大貓熊繁殖合作備忘錄                        |
| 2010 2015           | 澳洲黃金海岸庫倫賓野生動物園、野生動物避難所（2015續簽訂合作） | 庫倫賓動物園之無尾熊借殖合約                |
| 2011                | 中國山東威海市劉公島國家森林公園                               | 合作備忘錄                                  |
| 2011                | 中國大連森林動物園                                             | 合作備忘錄                                  |
| 2011                | 日本釧路市動物園                                               | 保育宣言                                    |
| 2011 2015 2019      | 中國山東威海市劉公島國家公園（2015及2019續簽訂賡續合作）       | 梅花鹿與長鬃山羊繁殖合作備忘錄              |
| 2011                | 日本釧路市動物園                                               | 友好協定 丹頂鶴合作備忘錄                   |
| 2012                | 印度甘地動物園                                                 | 動物交換協定                                |
| 2012                | 中國海峽（福州）大熊貓研究交流中心                             | 科研合作備忘錄                              |
| 2013                | 日本札幌市圓山動物園                                           | 友好協定                                    |
| 2014                | 德國萊比錫動物園                                               | 合作協議                                    |
| 2014                | 日本大阪市天王寺動物園                                         | 會談議事錄                                  |
| 2015                | 日本旭山市旭山動物園                                           | 保育合作備忘錄                              |
| 2016                | 澳洲庫倫賓野生動物避難所                                       | 無尾熊借殖展協議書                          |
| 2016                | 日本橫濱動物園                                                 | 保育合作 友好協定                           |
| 2016                | 日本東京都恩賜上野動物園                                       | 野生動物保育合作友好協定                    |
| 2016                | 荷蘭 Apenheul Primate Park                                     | 黑冠松鼠猴借殖贈入                          |
| 2017                | 日本兵庫縣自然科學博物館、日本大阪1990年 （2018續簽）          | 2017 臺灣日本高中生生物調查體驗營合作備忘錄 |
| 2018                | 德國法蘭克福動物園                                             | 棕蜘蛛猴借殖協議書                          |
| 2018                | 中國科學院昆明動物研究所                                       | 野生動物保育研究合作協議書                  |
| 2019                | 中國北京動物園                                                 | 野生動物保育合作協議書                      |
| 2019                | 日本豐橋綜合動植物公園                                         | 保育合作備忘錄                              |
| 2019 2020 2021 2023 | 新加坡動物園                                                   | 動物贈入合約與協議書                        |
| 2019                | 瑞士巴塞爾動物園                                               | 黑冠松鼠猴EPP調度                           |
| 2019                | 泰國 Zoo ParkOrganization、 泰國瑪希敦大學獸醫學院             | 合作備忘錄                                  |
| 2019                | 法國里爾動物園                                                 | 大長臂猿EEP調度                             |
| 2020                | 捷克布拉格動物園                                               | 合作備忘錄                                  |
| 2020                | 日本大阪市天王寺動物園                                         | 國王企鵝借殖合約書                          |
| 2021                | 日本京都市動物園                                               | 保育合作 友好協定                           |
| 2021                | 日本名古屋東山動植物園                                         | 大食蟻獸借殖協議                            |
| 2021                | 中國上海動物園                                                 | 野生動物保育交流合作備忘錄                  |
| 2021                | 美國微風動物園                                                 | 侏儒河馬借殖合約書                          |
| 2022                | 義大利 Zoo Delle Maitine                                       | 龜類贈送協議書                              |
| 2022                | 野貓保育聯盟（WCCA)                                            | 合作備忘錄                                  |
| 2022                | 南非海鳥保育基金會（SANCCOB)                                   | 合作備忘錄                                  |
| 2023                | Institute for the Conservation of Wild Animals (ICAS)          | 大食蟻獸保育計畫合作備忘錄                  |
| 2023                | 法國 Le Prac des Félins 菲林斯動物園                           | 馬來虎借殖展合約書                          |
| 2023                | 美國休士頓動物園                                               | 保育合作 友好協定                           |
| 2023                | 日本京都市動物園                                               | 斑馬贈入備忘錄                              |
| 2024                | 國際自然保護聯盟（IUCN) 翻轉物種瀕危趨勢                       | 參與世界物種大會(WSC)                       |

## 外部連結
- 台北市立動物園 （页面存档备份，存于）（繁體中文）
- 臺北市立動物園-臺北旅遊網 （页面存档备份，存于）
- 臺北市立動物園-交通部觀光局 （页面存档备份，存于）
- 臺北市立動物園的Facebook專頁
- 臺北市立動物園的Instagram帳戶
- YouTube上的臺北市立動物園頻道
- 台北動物園4年計畫2024-2027